# Résultats par département des élections législatives françaises de 1997
L'élection des députés de la XIe législature de la Cinquième République française a eu lieu les 25 mai et 1er juin 1997. Voici les résultats par département et par circonscription.
En cas de triangulaires, le battu indiqué est le candidat arrivé second. Les candidats élus au premier tour sont indiqués en gras, et le battu est le candidat arrivé second à ce tour.

## Ain

Députés élus de l'Ain par circonscription

La droite manque de peu de réitérer le grand chelem réalisé en 1993. En effet, la gauche réussit à remporter la circonscription de Bourg-en-Bresse avec l'élection du maire socialiste de la ville, André Godin face au député sortant. En revanche, la droite conserve toutes les autres circonscriptions avec une avance confortable face aux candidats de gauche
| Circonscription | Député sortant                            | Parti | Parti    | Député élu ou réélu | Parti | Parti    |
| --------------- | ----------------------------------------- | ----- | -------- | ------------------- | ----- | -------- |
| 1re             | Jacques Boyon                             |       | RPR      | André Godin         |       | PS       |
| 2e              | Lucien Guichon                            |       | RPR      | Lucien Guichon      |       | RPR      |
| 3e              | Gérard Armand suppléant de Charles Millon |       | RPR      | Charles Millon      |       | UDF (AD) |
| 4e              | Michel Voisin                             |       | UDF (FD) | Michel Voisin       |       | UDF (FD) |

## Aisne

Députés élus de l'Aisne par circonscription

La gauche prend l'avantage dans ce département en inversant complètement le rapport de force entre la gauche et la droite qui est de quatre sièges contre un. La droite ne conserve que le secteur de Soissons où Renaud Dutreil est réélu in extremis lors d'une triangulaire. Dans le reste du département, la gauche reprend tous les sièges perdus en 1993 en battant les députés sortants et conserve la troisième circonscription en obtenant partout une avance conséquente sur la droite.
| Circonscription | Député sortant                         | Parti | Parti    | Député élu ou réélu   | Parti | Parti    |
| --------------- | -------------------------------------- | ----- | -------- | --------------------- | ----- | -------- |
| 1re             | Jean-Claude Lamant                     |       | RPR      | René Dosière          |       | PS       |
| 2e              | Charles Baur                           |       | UDF (FD) | Odette Grzegrzulka    |       | PS       |
| 3e              | Jean-Pierre Balligand                  |       | PS       | Jean-Pierre Balligand |       | PS       |
| 4e              | Emmanuelle Bouquillon                  |       | UDF (FD) | Jacques Desallangre   |       | MDC      |
| 5e              | Renaud Dutreil suppléant d'André Rossi |       | UDF (PR) | Renaud Dutreil        |       | UDF (PR) |

## Allier

Députés élus de l'Allier par circonscription

La gauche réitère le grand chelem de 1988 en reprenant tous les sièges du département face à la droite. Les communistes Pierre Goldberg et André Lajoinie reprennent les sièges qu'ils avaient perdus en 1993 dans les circonscriptions de Montluçon et de Bourbon-l’Archambault, tout comme le socialiste François Colcombet, tandis que le député sortant et maire UDF de Vichy, Claude Malhuret est battu par le candidat radical-socialiste dans son secteur.
| Circonscription | Député sortant                                | Parti | Parti      | Député élu ou réélu | Parti | Parti |
| --------------- | --------------------------------------------- | ----- | ---------- | ------------------- | ----- | ----- |
| 1re             | Guy Canard suppléant de Pierre-André Périssol |       | RPR        | François Colcombet  |       | PS    |
| 2e              | Jean Gravier                                  |       | UDF (PPDF) | Pierre Goldberg     |       | PCF   |
| 3e              | Bernard Coulon                                |       | UDF (PR)   | André Lajoinie      |       | PCF   |
| 4e              | Claude Malhuret                               |       | UDF (PR)   | Gérard Charasse     |       | PRS   |

## Alpes-de-Haute-Provence

Députés élus de l'Allier par circonscription

La gauche réussit à reprendre à la droite les deux sièges du département que cette dernière lui avait ravis lors de la vague bleue de 1993. Le maire socialiste de Digne et ancien ministre, Jean-Louis Bianco est élu dans la circonscription de sa ville tandis que le maire radical-socialiste de Manosque ravit de peu la circonscription du nord et de l'ouest du département au député sortant, maire RPR de Forcalquier, Pierre Delmar.
| Circonscription | Député sortant | Parti | Parti    | Député élu ou réélu | Parti | Parti |
| --------------- | -------------- | ----- | -------- | ------------------- | ----- | ----- |
| 1re             | Francis Galizi |       | UDF (AD) | Jean-Louis Bianco   |       | PS    |
| 2e              | Pierre Delmar  |       | RPR      | Robert Honde        |       | PRS   |

## Hautes-Alpes

Députés élus de l'Allier par circonscription

La gauche et la droite font jeu égal dans ce département. Le socialiste Daniel Chevallier reprend le secteur que lui avait ravi Henriette Martinez en 1993 tandis que Patrick Ollier est réélu pour le RPR, pour un troisième mandat dans la circonscription de Briançon.
| Circonscription | Député sortant     | Parti | Parti | Député élu ou réélu | Parti | Parti |
| --------------- | ------------------ | ----- | ----- | ------------------- | ----- | ----- |
| 1re             | Henriette Martinez |       | RPR   | Daniel Chevallier   |       | PS    |
| 2e              | Patrick Ollier     |       | RPR   | Patrick Ollier      |       | RPR   |

## Alpes-Maritimes

Députés élus de l'Allier par circonscription

Plusieurs faits marquants peuvent être retenus de ce scrutin dans ce département très ancré à droite. Tout d'abord, l'élection de l'écologiste André Aschieri, maire de Mouans-Sartoux dans la circonscription de Grasse est remarquable car aucun député de gauche n'avait jamais été élu dans le département depuis 1988. Il semble que M. Aschieri ait réussi à tirer profit des fortes divisions de la droite locale. Le FN a lui aussi su tirer son épingle du jeu en s'imposant comme deuxième force politique dans le département. En effet, le parti arrive à se qualifier pour le second tour dans chacune des circonscriptions du département. La droite conserve sinon les huit premières circonscriptions assez facilement en l'emportant partout avec au moins 60 % des voix.
| Circonscription | Député sortant                          | Parti | Parti     | Député élu ou réélu | Parti | Parti     |
| --------------- | --------------------------------------- | ----- | --------- | ------------------- | ----- | --------- |
| 1re             | Charles Ehrmann                         |       | UDF (PR)  | Charles Ehrmann     |       | UDF (PR)  |
| 2e              | Jean-Paul Baréty                        |       | RPR       | Jacques Peyrat      |       | RPR       |
| 3e              | Rudy Salles                             |       | UDF (PR)  | Rudy Salles         |       | UDF (PR)  |
| 4e              | Xavier Beck suppléant d'Emmanuel Aubert |       | RPR       | Jean-Claude Guibal  |       | RPR       |
| 5e              | Gaston Franco                           |       | RPR       | Christian Estrosi   |       | RPR       |
| 6e              | Suzanne Sauvaigo                        |       | RPR       | Lionnel Luca        |       | RPR       |
| 7e              | Pierre Merli                            |       | UDF (Rad) | Jean Leonetti       |       | UDF (Rad) |
| 8e              | Louise Moreau                           |       | UDF (AD)  | Louise Moreau       |       | UDF (AD)  |
| 9e              | Pierre Bachelet                         |       | RPR       | André Aschieri      |       | Les Verts |

## Ardèche

Députés élus de l'Ardèche par circonscription

La vague rose déferle sur l'Ardèche et la gauche ravit toutes les circonscriptions à la droite. En effet, les socialistes reprennent la circonscription de Privas grâce au jeune conseiller général, Pascal Terrasse qui triomphe largement face au député sortant UDF et maire de la préfecture, Amédée Imbert, et Stéphane Alaize reprend le siège de son père face au député sortant. Quant au secteur de Annonay, pour la première fois sous la Ve République, celui-ci bascule à gauche grâce à l'élection du maire radical-socialiste de Saint-Agrève, Jacques Dondoux face au député sortant RPR.
| Circonscription | Député sortant    | Parti | Parti    | Député élu ou réélu | Parti | Parti |
| --------------- | ----------------- | ----- | -------- | ------------------- | ----- | ----- |
| 1re             | Amédée Imbert     |       | UDF (PR) | Pascal Terrasse     |       | PS    |
| 2e              | Henri-Jean Arnaud |       | RPR      | Jacques Dondoux     |       | PRS   |
| 3e              | Jean-Marie Roux   |       | RPR      | Stéphane Alaize     |       | PS    |

## Ardennes

Députés élus des Ardennes par circonscription

La gauche triomphe et emporte deux des trois circonscriptions du département que tenait la droite. Les socialistes reprennent la circonscription de Mézières-Rethel ainsi que celle de Charleville-Givet à la faveur de triangulaires avec le FN et les députés UDF sortants. En revanche, Jean-Paul Bachy, ancien député socialiste de la circonscription de Sedan-Vouziers, échoue à retrouver son siège face au député RPR sortant, Jean-Luc Warsmann.
| Circonscription | Député sortant                               | Parti | Parti    | Député élu ou réélu | Parti | Parti |
| --------------- | -------------------------------------------- | ----- | -------- | ------------------- | ----- | ----- |
| 1re             | Michel Vuibert                               |       | UDF (FD) | Claudine Ledoux     |       | PS    |
| 2e              | Philippe Mathot                              |       | UDF (PR) | Philippe Vuilque    |       | PS    |
| 3e              | Jean-Luc Warsmann suppléant de Claude Vissac |       | RPR      | Jean-Luc Warsmann   |       | RPR   |

## Ariège

Députés élus de l'Ariège par circonscription

C'est une victoire incontestable des socialistes dans ce département très ancré à gauche. Henri Nayrou, conseiller général reprend la circonscription de Pamiers avec un score dépassant les 60 % face au député sortant UDF tandis que Augustin Bonrepaux est réélu pour un cinquième mandat avec un score avoisinant les 70 % dans le secteur de Foix.
| Circonscription | Député sortant     | Parti | Parti     | Député élu ou réélu | Parti | Parti |
| --------------- | ------------------ | ----- | --------- | ------------------- | ----- | ----- |
| 1re             | Augustin Bonrepaux |       | PS        | Augustin Bonrepaux  |       | PS    |
| 2e              | André Trigano      |       | UDF (Rad) | Henri Nayrou        |       | PS    |

## Aube

Députés élus de l'Aube par circonscription

La droite conserve tant bien que mal les trois circonscriptions de l'Aube. Pierre Micaux est réélu dans la circonscription du nord-est du département lors d'une triangulaire tout comme Robert Galley, élu depuis 1968 dans la circonscription du sud, qui est réélu pour un huitième mandat avec seulement 181 voix d'avance sur le candidat socialiste tandis que le député-maire de Troyes, ancien porte-parole du gouvernement Juppé, François Baroin est réélu dans le nord-ouest du département face au FN.
| Circonscription | Député sortant                             | Parti | Parti    | Député élu ou réélu | Parti | Parti    |
| --------------- | ------------------------------------------ | ----- | -------- | ------------------- | ----- | -------- |
| 1re             | Pierre Micaux                              |       | UDF (AD) | Pierre Micaux       |       | UDF (AD) |
| 2e              | Robert Galley                              |       | RPR      | Robert Galley       |       | RPR      |
| 3e              | Gérard Menuel suppléant de François Baroin |       | RPR      | François Baroin     |       | RPR      |

## Aude

Députés élus de l'Aude par circonscription

La gauche réalise le grand chelem en raflant tous les sièges que la droite lui avait elle-même ravis en 1993. Les trois candidats socialistes sont tous élus avec un score dépassant les 60 % face aux députés sortants de droite.
| Circonscription | Député sortant | Parti | Parti    | Député élu ou réélu | Parti | Parti |
| --------------- | -------------- | ----- | -------- | ------------------- | ----- | ----- |
| 1re             | Gérard Larrat  |       | UDF (PR) | Jean-Claude Perez   |       | PS    |
| 2e              | Alain Madalle  |       | RPR      | Jacques Bascou      |       | PS    |
| 3e              | Daniel Arata   |       | RPR      | Jean-Paul Dupré     |       | PS    |

## Aveyron

Députés élus de l'Aveyron par circonscription

La vague rose n'affecte que la circonscription de Villefranche-de-Rouergue où le maire radical-socialiste de cette ville retrouve le siège qu'il avait perdu en 1993 face à Serge Roques. Sinon, Jean Briane est réélu pour l'UDF dans le secteur de Rodez tout comme le député-maire RPR de Millau, Jacques Godfrain.
| Circonscription | Député sortant                               | Parti | Parti    | Député élu ou réélu | Parti | Parti    |
| --------------- | -------------------------------------------- | ----- | -------- | ------------------- | ----- | -------- |
| 1re             | Jean Briane                                  |       | UDF (FD) | Jean Briane         |       | UDF (FD) |
| 2e              | Serge Roques                                 |       | UDF (PR) | Jean Rigal          |       | PRS      |
| 3e              | Georges Privat suppléant de Jacques Godfrain |       | RPR      | Jacques Godfrain    |       | RPR      |

## Bouches-du-Rhône

Députés élus des Bouches-du-Rhône par circonscription

| Circonscription | Député sortant       | Parti | Parti      | Député élu ou réélu  | Parti | Parti      |
| --------------- | -------------------- | ----- | ---------- | -------------------- | ----- | ---------- |
| 1re             | Roland Blum          |       | UDF (PR)   | Roland Blum          |       | UDF (PR)   |
| 2e              | Jean-François Mattéi |       | UDF (PPDF) | Jean-François Mattéi |       | UDF (PPDF) |
| 3e              | Jean Roatta          |       | UDF (PR)   | Jean Roatta          |       | UDF (PR)   |
| 4e              | Guy Hermier          |       | PCF        | Guy Hermier          |       | PCF        |
| 5e              | Renaud Muselier      |       | RPR        | Renaud Muselier      |       | RPR        |
| 6e              | Guy Teissier         |       | UDF (PR)   | Guy Teissier         |       | UDF (PR)   |
| 7e              | Bernard Leccia       |       | RPR        | Sylvie Andrieux      |       | PS         |
| 8e              | Marius Masse         |       | PS         | Marius Masse         |       | PS         |
| 9e              | Jean Tardito         |       | PCF        | Jean Tardito         |       | PCF        |
| 10e             | Roger Meï            |       | PCF        | Roger Meï            |       | PCF        |
| 11e             | Christian Kert       |       | UDF (FD)   | Christian Kert       |       | UDF (FD)   |
| 12e             | Henri d'Attilio      |       | PS         | Henri d'Attilio      |       | PS         |
| 13e             | Olivier Darrason     |       | UDF (PR)   | Michel Vaxès         |       | PCF        |
| 14e             | Jean-Bernard Raimond |       | RPR        | Jean-Bernard Raimond |       | RPR        |
| 15e             | Léon Vachet          |       | RPR        | Léon Vachet          |       | RPR        |
| 16e             | Thérèse Aillaud      |       | app. RPR   | Michel Vauzelle      |       | PS         |

## Calvados

Députés élus du Calvados par circonscription

La vague rose inverse totalement le rapport de force entre droite et gauche établi en 1993 qui est de cinq sièges contre un. En effet la gauche emporte toutes les circonscriptions à l'exception de celle de Honfleur où la députée UDF sortante Nicole Ameline est réélue pour un troisième mandat. Sinon, tous ses anciens collègues de droite sont battus dont André Fanton battu par la célèbre féministe Yvette Roudy, maire de Lisieux, qui retrouve le siège qu'elle avait perdu en 1993. On peut aussi citer la défaite de François d'Harcourt, élu à Bayeux depuis 24 ans, face à Laurence Dumont. Louis Mexandeau, député depuis 1973, est lui à nouveau réélu pour le PS à Caen-est.
| Circonscription | Député sortant       | Parti | Parti    | Député élu ou réélu | Parti | Parti    |
| --------------- | -------------------- | ----- | -------- | ------------------- | ----- | -------- |
| 1re             | Francis Saint-Ellier |       | UDF (PR) | Philippe Duron      |       | PS       |
| 2e              | Louis Mexandeau      |       | PS       | Louis Mexandeau     |       | PS       |
| 3e              | André Fanton         |       | RPR      | Yvette Roudy        |       | PS       |
| 4e              | Nicole Ameline       |       | UDF (PR) | Nicole Ameline      |       | UDF (PR) |
| 5e              | François d'Harcourt  |       | app. UDF | Laurence Dumont     |       | PS       |
| 6e              | René Garrec          |       | UDF (PR) | Alain Tourret       |       | PRS      |

## Cantal

Députés élus du Calvados par circonscription

La droite reste en position de force dans le département en conservant les deux circonscriptions. Alain Marleix n'a aucun mal à se faire réélire dans la circonscription de Mauriac-Saint-Flour et l'emporte à la majorité absolue au premier tour. En revanche, Yves Coussain ne conserve son siège qu'avec 397 voix d'avance sur l'ancien maire socialiste d'Aurillac, René Souchon.
| Circonscription | Député sortant | Parti | Parti      | Député élu ou réélu | Parti | Parti      |
| --------------- | -------------- | ----- | ---------- | ------------------- | ----- | ---------- |
| 1re             | Yves Coussain  |       | UDF (PPDF) | Yves Coussain       |       | UDF (PPDF) |
| 2e              | Alain Marleix  |       | RPR        | Alain Marleix       |       | RPR        |

## Charente

Députés élus de la Charente par circonscription

La gauche emporte la totalité des sièges dans ce département. Jean-Claude Beauchaud conserve son siège à Angoulême-Nord tandis que Jérôme Lambert récupère le siège de Confolens qu'il avait perdu face à Henri de Richemont en 1993. Pierre-Rémy Houssin échoue, quant à lui, à se faire réélire pour un quatrième mandat dans le secteur de Cognac et est battu par Marie-Line Reynaud tandis que le maire UDF d'Angoulême, Philippe Mottet ne parvient pas à succéder à Georges Chavanes et est battu par Jean-Claude Viollet. 
| Circonscription | Député sortant                       | Parti | Parti    | Député élu ou réélu   | Parti | Parti |
| --------------- | ------------------------------------ | ----- | -------- | --------------------- | ----- | ----- |
| 1re             | Georges Chavanes                     |       | UDF (FD) | Jean-Claude Viollet   |       | PS    |
| 2e              | Pierre-Rémy Houssin                  |       | RPR      | Marie-Line Reynaud    |       | PS    |
| 3e              | Henri Panon Desbassayns de Richemont |       | RPR      | Jérôme Lambert        |       | PS    |
| 4e              | Jean-Claude Beauchaud                |       | PS       | Jean-Claude Beauchaud |       | PS    |

## Charente-Maritime

Députés élus de la Charente-Maritime par circonscription

La gauche sort vainqueur des législatives du département en prenant trois des cinq circonscriptions tenues par la droite. Michel Crépeau, maire radical-socialiste de la Rochelle reprend le siège qu'il avait perdu en 1993 tandis que le maire socialiste de Rochefort prend la circonscription de sa ville face au député sortant UDF et Jean Rouger reprend le siège de Saintes à Xavier de Roux que ce dernier avait lui-même pris à la gauche en 1993. À droite, l'UDF doit se contenter de la seule circonscription de Royan-Jonzac où Dominique Bussereau est réélu de justesse et Didier Quentin réussit la succession pour le RPR, de Jean de Lipkowski (arbitre du célèbre duel Defferre-Ribière) à Royan-Oléron.
| Circonscription | Député sortant      | Parti | Parti    | Député élu ou réélu | Parti | Parti    |
| --------------- | ------------------- | ----- | -------- | ------------------- | ----- | -------- |
| 1re             | Jean-Louis Léonard  |       | RPR      | Michel Crépeau      |       | PRS      |
| 2e              | Jean-Guy Branger    |       | UDF (AD) | Bernard Grasset     |       | PS       |
| 3e              | Xavier de Roux      |       | UDF (PR) | Jean Rouger         |       | PS       |
| 4e              | Dominique Bussereau |       | UDF (PR) | Dominique Bussereau |       | UDF (PR) |
| 5e              | Jean de Lipkowski   |       | RPR      | Didier Quentin      |       | RPR      |

## Cher

Députés élus du Cher par circonscription

La gauche reprend la majorité des circonscriptions du Cher et le département retrouve une configuration similaire à celle de 1988. Après le grand chelem de 1993, la droite ne peut plus se contenter que de la circonscription du nord-est du département où le candidat RPR, Yves Fromion réussit de justesse à succéder à Jean-François Deniau, président du conseil général. Les communistes reprennent quant à eux la circonscription de Vierzon où l'ancien maire de Bourges, Jean-Claude Sandrier sanctionne le député sortant UDF tandis que le socialiste Yann Galut devient le plus jeune député de France métropolitaine en battant le député sortant dans la circonscription de St-Amand-Montrond.
| Circonscription | Député sortant        | Parti | Parti    | Député élu ou réélu  | Parti | Parti |
| --------------- | --------------------- | ----- | -------- | -------------------- | ----- | ----- |
| 1re             | Yves Fromion          |       | RPR      | Yves Fromion         |       | RPR   |
| 2e              | Franck Thomas-Richard |       | UDF (PR) | Jean-Claude Sandrier |       | PCF   |
| 3e              | Serge Lepeltier       |       | RPR      | Yann Galut           |       | PS    |

## Corrèze

Députés élus de la Corrèze par circonscription

C'est une victoire de la gauche en Corrèze. Le porte-parole du PS, François Hollande, retrouve le siège de Tulle, qu'il avait perdu en 1993, face au député-maire RPR de Tulle, Raymond-Max Aubert. Les socialistes remportent également la circonscription de Brive où le député sortant RPR et maire de la ville est battu par son adversaire aux municipales de 1995, Philippe Nauche. Le RPR doit se contenter de la seule circonscription d'Ussel où Jacques Chirac était élu depuis 30 ans. Son ancien suppléant parvient à s'y faire réélire avec un score honorable.
| Circonscription | Député sortant                                  | Parti | Parti | Député élu ou réélu | Parti | Parti |
| --------------- | ----------------------------------------------- | ----- | ----- | ------------------- | ----- | ----- |
| 1re             | Lucien Renaudie suppléant de Raymond-Max Aubert |       | RPR   | François Hollande   |       | PS    |
| 2e              | Bernard Murat                                   |       | RPR   | Philippe Nauche     |       | PS    |
| 3e              | Jean-Pierre Dupont                              |       | RPR   | Jean-Pierre Dupont  |       | RPR   |

## Corse

### Corse-du-Sud

Députés élus de la Corse-du-Sud par circonscription

La droite conserve les deux circonscriptions du département en faisant réélire les deux députés sortants. L'ancien ministre de l'industrie du gouvernement Balladur, José Rossi est réélu pour un troisième mandat dans le secteur d'Ajaccio face au divers gauche Simon Renucci. Jean-Paul de Rocca Serra a plus de mal dans une triangulaire l'opposant à un candidat divers droite et au maire communiste de Sartène mais est finalement réélu avec 489 voix d'avance.
| Circonscription | Député sortant           | Parti | Parti    | Député élu ou réélu      | Parti | Parti    |
| --------------- | ------------------------ | ----- | -------- | ------------------------ | ----- | -------- |
| 1re             | José Rossi               |       | UDF (PR) | José Rossi               |       | UDF (PR) |
| 2e              | Jean-Paul de Rocca Serra |       | RPR      | Jean-Paul de Rocca Serra |       | RPR      |

### Haute-Corse

Députés élus de la Haute-Corse par circonscription

La gauche et la droite conservent chacun leur circonscription avec des scores plutôt similaires. Le radical-socialiste Émile Zuccarelli, ancien président du MRG et maire de Bastia, est réélu face au candidat RPR tandis que dans le secteur de Calvi, Paul Patriarche devance, au premier tour, de façon assez surprenante le député sortant RPR et ancien ministre Pierre Pasquini qui se désiste en sa faveur et finalement le candidat divers droite triomphe du radical-socialiste, Paul Giacobbi, au second tour.
| Circonscription | Député sortant                                      | Parti | Parti | Député élu ou réélu | Parti | Parti         |
| --------------- | --------------------------------------------------- | ----- | ----- | ------------------- | ----- | ------------- |
| 1re             | Émile Zuccarelli                                    |       | PRS   | Émile Zuccarelli    |       | PRS           |
| 2e              | Jean-Claude Bonaccorsi suppléant de Pierre Pasquini |       | RPR   | Paul Patriarche     |       | Divers droite |

## Côte-d'Or

Députés élus de la Côte-d'Or par circonscription

La gauche reprend deux circonscriptions que la droite lui avait prises en 1993 : celle de Dijon-sud et celle de Beaune où les anciens députés de gauche élus en 1988 reprennent leurs sièges face aux députés sortants de droite. En revanche, les trois autres députés sortants de droite gardent leurs sièges, Robert Poujade, maire RPR de Dijon bat François Rebsamen (qui s'était déjà présenté contre lui aux municipales de 1995, sans succès) avec un score honorable. François Sauvadet bat le conseiller général PS Michel Neugnot sans trop grande difficulté. Louis de Broissia est également réélu mais avec moins d'avance sur son opposante socialiste dans une triangulaire l'opposant au FN.
| Circonscription | Député sortant                 | Parti | Parti    | Député élu ou réélu            | Parti | Parti    |
| --------------- | ------------------------------ | ----- | -------- | ------------------------------ | ----- | -------- |
| 1re             | Robert Poujade                 |       | RPR      | Robert Poujade                 |       | RPR      |
| 2e              | Louis de Froissard de Broissia |       | RPR      | Louis de Froissard de Broissia |       | RPR      |
| 3e              | Lucien Brenot                  |       | CNIP     | Roland Carraz                  |       | MDC      |
| 4e              | François Sauvadet              |       | UDF (PR) | François Sauvadet              |       | UDF (PR) |
| 5e              | Alain Suguenot                 |       | RPR      | François Patriat               |       | PS       |

## Côtes-d'Armor

Députés élus des Côtes-d'Armor par circonscription

La gauche réussit le grand chelem, tout comme en 1988. Le seul député socialiste sortant, Charles Josselin, est réélu dans le secteur de Dinan avec plus de 60 % des voix. Les quatre députés de droite sortants sont tous battus avec au moins 6 points de retard sur leurs tombeurs socialistes ou communistes. Les socialistes reprennent trois sièges : celui de Saint-Brieuc où le député sortant RPR et conseiller général, Christian Daniel est sanctionné, celui de Loudéac-Lamballe que le maire socialiste de Loudéac, Didier Chouat reprend à Marc Le Fur qui le lui avait lui-même pris en 1993 et celui de Lannion que le maire de la ville prend avec près de 10 points d'avance sur son opposant UDF. Le sénateur communiste Félix Leyzour complète le tableau en prenant le siège de Guingamp au député sortant RPR.
| Circonscription | Député sortant   | Parti | Parti    | Député élu ou réélu | Parti | Parti |
| --------------- | ---------------- | ----- | -------- | ------------------- | ----- | ----- |
| 1re             | Christian Daniel |       | RPR      | Danielle Bousquet   |       | PS    |
| 2e              | Charles Josselin |       | PS       | Charles Josselin    |       | PS    |
| 3e              | Marc Le Fur      |       | RPR      | Didier Chouat       |       | PS    |
| 4e              | Daniel Pennec    |       | RPR      | Félix Leyzour       |       | PCF   |
| 5e              | Yvon Bonnot      |       | UDF (FD) | Alain Gouriou       |       | PS    |

## Creuse

Députés élus de la Creuse par circonscription

Gauche et droite font jeu égal dans ce département. Les socialistes reprennent le siège de Guéret avec une douzaine de points d'avance sur le député sortant RPR. Cependant, le secteur d'Aubusson reste entre les mains de l'apparenté RPR Jean Auclair qui parvient tant bien que mal à se faire réélire.
| Circonscription | Député sortant     | Parti | Parti | Député élu ou réélu | Parti | Parti |
| --------------- | ------------------ | ----- | ----- | ------------------- | ----- | ----- |
| 1re             | Bernard de Froment |       | RPR   | Michel Vergnier     |       | PS    |
| 2e              | Jean Auclair       |       | RPR   | Jean Auclair        |       | RPR   |

## Dordogne

Députés élus de la Dordogne par circonscription

Après un grand chelem de la gauche en 1988 puis celui de la droite en 1993, la gauche le réalise à nouveau. Les socialistes reprennent les secteurs de Périgueux, où le conseiller général Michel Dasseux bat largement le député sortant RPR, et celui de Sarlat que le conseiller régional et député sortant RPR perd avec plus de 12 points de retard sur son opposant socialiste. Michel Suchod reprend, quant à lui, son ancien siège, sous l'étiquette MDC (et non plus PS) de peu face au député sortant et maire RPR de Bergerac, Daniel Garrigue. Le PCF obtient, lui, le secteur de Nontron grâce à son candidat, le conseiller général de Nontron, René Dutin.
| Circonscription | Député sortant                                          | Parti | Parti | Député élu ou réélu | Parti | Parti |
| --------------- | ------------------------------------------------------- | ----- | ----- | ------------------- | ----- | ----- |
| 1re             | François Roussel                                        |       | RPR   | Michel Dasseux      |       | PS    |
| 2e              | Daniel Garrigue                                         |       | RPR   | Michel Suchod       |       | MDC   |
| 3e              | Frédéric de Saint-Sernin                                |       | RPR   | René Dutin          |       | PCF   |
| 4e              | Dominique Bousquet suppléant de Jean-Jacques de Peretti |       | RPR   | Germinal Peiro      |       | PS    |

## Doubs

Députés élus du Doubs par circonscription

La vague rose déferle sur le Doubs et permet au PS de prendre quatre des cinq circonscriptions à la droite. Seul le secteur très ancré à droite de Pontarlier reste dans le giron du RPR où Roland Vuillaume obtient un sixième mandat avec un score confortable. Mais aucun de ses anciens collègues du département n'a cette chance : le conseiller général RPR, Claude Girard est battu à Besançon-ouest tandis que Paulette Guinchard-Kunstler arrache le secteur de Besançon-est à Michel Jacquemin, député UDF depuis 1986, Joseph Parrenin, maire de Maîche, bat Monique Rousseau à Montbéliard et le secteur de Valentigney sanctionne Jean Geney, très largement battu par Pierre Moscovici.
| Circonscription | Député sortant   | Parti | Parti    | Député élu ou réélu         | Parti | Parti |
| --------------- | ---------------- | ----- | -------- | --------------------------- | ----- | ----- |
| 1e              | Claude Girard    |       | RPR      | Jean-Louis Fousseret        |       | PS    |
| 2e              | Michel Jacquemin |       | UDF (FD) | Paulette Guinchard-Kunstler |       | PS    |
| 3e              | Monique Rousseau |       | RPR      | Joseph Parrenin             |       | PS    |
| 4e              | Jean Geney       |       | RPR      | Pierre Moscovici            |       | PS    |
| 5e              | Roland Vuillaume |       | RPR      | Roland Vuillaume            |       | RPR   |

## Drôme

Députés élus de la Drôme par circonscription

Le PS réussit le grand chelem en enlevant toutes les circonscriptions du département à la droite. Trois des quatre candidats socialistes sont élus en duel avec moins de 51 % des voix, l'apparentée et écologiste, Michèle Rivasi bat le député sortant et maire de Valence avec 34 voix d'avance, le maire de Donzère, Éric Besson bat le député-maire sortant de Montélimar avec 111 voix d'avance et le maire UDF de Crest, Hervé Mariton, chute dans le secteur de Nyons face à Michel Grégoire. Henri Bertholet, maire de Romans-sur-Isère triomphe, lui, d'une triangulaire l'opposant au FN et au député sortant Georges Durand, élu depuis 1988.
| Circonscription | Député sortant    | Parti | Parti     | Député élu ou réélu | Parti | Parti     |
| --------------- | ----------------- | ----- | --------- | ------------------- | ----- | --------- |
| 1re             | Patrick Labaune   |       | RPR       | Michèle Rivasi      |       | Les Verts |
| 2e              | Thierry Cornillet |       | UDF (Rad) | Éric Besson         |       | PS        |
| 3e              | Hervé Mariton     |       | UDF (AD)  | Michel Grégoire     |       | PS        |
| 4e              | Georges Durand    |       | UDF (PR)  | Henri Bertholet     |       | PS        |

## Eure

Députés élus de l'Eure par circonscription

C'est une victoire de la gauche dans ce département dont le conseil général est encore tenu par l'UDF. L'UDF, qui ne conserve que la circonscription de Bernay-Pont-Audemer où Ladislas Poniatowski, député depuis 1986, obtient l'élection la plus large du département face au maire socialiste de Pont-Audemer mais son ancien collègue Bernard Leroy n'a pas cette chance et est battu au cours d'une triangulaire par l'ancien maire de Brionne, François Loncle. Le RPR, lui, ne conserve que le siège d'Évreux-sud où le ministre de l'Intérieur des gouvernements Juppé, Jean-Louis Debré, est réélu. Les socialistes prennent les deux autres sièges du RPR ; celui d'Évreux-nord-ouest où le maire de Conches-en-Ouche, Alfred Recours bat la députée sortante et celui des-Andelys-Vernon où la conseillère régionale, Catherine Picard, est élue face au député sortant et maire de Vernon.
| Circonscription | Député sortant                                       | Parti | Parti    | Député élu ou réélu  | Parti | Parti    |
| --------------- | ---------------------------------------------------- | ----- | -------- | -------------------- | ----- | -------- |
| 1re             | Françoise Charpentier suppléante de Jean-Louis Debré |       | RPR      | Jean-Louis Debré     |       | RPR      |
| 2e              | Catherine Nicolas                                    |       | RPR      | Alfred Recours       |       | PS       |
| 3e              | Ladislas Poniatowski                                 |       | UDF (PR) | Ladislas Poniatowski |       | UDF (PR) |
| 4e              | Bernard Leroy                                        |       | UDF (FD) | François Loncle      |       | PS       |
| 5e              | Jean-Claude Asphe                                    |       | RPR      | Catherine Picard     |       | PS       |

## Eure-et-Loir

Députés élus d'Eure-et-Loir par circonscription

Pour la première fois de son histoire sous la Ve République, l'Eure-et-Loir envoie trois députés de gauche à l'Assemblée nationale. En effet, sur les quatre sièges du département, un seul reste entre les mains du RPR : celui de Dreux que Gérard Hamel parvient à conserver face à l'ancienne députée, Marie-France Stirbois, figure locale du FN. La gauche plurielle remporte le reste des circonscriptions face aux députés sortants : le socialiste Georges Lemoine récupère le siège de Chartres qu'il avait perdu en 1993. Le raidcal-socialiste François Huwart conquiert le siège de la ville dont il est maire, Nogent-le-Rotrou, tandis que la conseillère régionale écologiste, Marie-Hélène Aubert, bat Maurice Dousset, président du conseil régional et député UDF depuis 1973.
| Circonscription | Député sortant  | Parti | Parti    | Député élu ou réélu | Parti | Parti     |
| --------------- | --------------- | ----- | -------- | ------------------- | ----- | --------- |
| 1re             | Gérard Cornu    |       | RPR      | Georges Lemoine     |       | PS        |
| 2e              | Gérard Hamel    |       | RPR      | Gérard Hamel        |       | RPR       |
| 3e              | Patrick Hoguet  |       | UDF (PR) | François Huwart     |       | PRS       |
| 4e              | Maurice Dousset |       | UDF (PR) | Marie-Hélène Aubert |       | Les Verts |

## Finistère

Députés élus du Finistère par circonscription

La gauche prend sa revanche sur la droite. Après que le PS ait dû se contenter d'un siège (celui de Quimperlé-Concarneau que Louis Le Pensec conserve avec l'élection la plus large du département), la droite perd cinq des sept sièges qu'elle détenait jusque-là. Jean-Noël Kerdraon et Marylise Lebranchu reprennent les sièges que le PS avait perdus en 1993 tandis que Brest-Rural élit pour la première fois un député de gauche, l'UDF perd les trois sièges qu'elle détenait : Morlaix, Carhaix-Châteaulin et Douarnenez-Pont-l’Abbé (perdu pour seulement 125 voix). En revanche, l'inamovible Charles Miossec, président RPR du conseil général, est réélu pour un sixième mandat à Landerneau et le socialiste Bernard Poignant, maire de Quimper, ne parvient pas à reconquérir son ancien siège face à André Angot, réélu pour le RPR.
| Circonscription                                 | Député sortant            | Parti | Parti    | Député élu ou réélu | Parti | Parti |
| ----------------------------------------------- | ------------------------- | ----- | -------- | ------------------- | ----- | ----- |
| 1re                                             | André Angot               |       | RPR      | André Angot         |       | RPR   |
| 2e                                              | Bertrand Cousin*          |       | RPR      | Jean-Noël Kerdraon  |       | PS    |
| 3e                                              | Jean-Louis Goasduff*      |       | RPR      | François Cuillandre |       | PS    |
| 4e                                              | Arnaud Cazin d'Honincthun |       | UDF (FD) | Marylise Lebranchu  |       | PS    |
| 5e                                              | Charles Miossec           |       | RPR      | Charles Miossec     |       | RPR   |
| 6e                                              | Jean-Yves Cozan           |       | UDF (AD) | Kofi Yamgnane       |       | PS    |
| 7e                                              | Ambroise Guellec          |       | UDF (FD) | Jacqueline Lazard   |       | PS    |
| 8e                                              | Louis Le Pensec           |       | PS       | Louis Le Pensec     |       | PS    |
| * député sortant ne se représentant pas en 1997 |                           |       |          |                     |       |       |

## Gard

Députés élus du Gard par circonscription

La gauche réalise le grand chelem et le département retrouve ainsi la configuration qu'on lui connaissait en 1988, à l'exception près du secteur de Nîmes qui cette fois-ci est remporté par le PCF, en la personne du maire de Nîmes, Alain Clary, à la faveur d'une triangulaire face à l'UDF et au FN. Le PCF, qui reprend également la circonscription d'Alès-La Grand-Combe, grâce au maire de la Grand-Combe, Patrick Malavieille, qui sanctionne le député sortant et maire d'Alès, Max Roustan. Les socialistes emportent le reste des sièges : ceux de Beaucaire-Saint-Gilles et de Bagnols-sur-Cèze à la faveur de triangulaires face à la droite et au FN et celui du Vigan-Alès que le conseiller général, Damien Alary, remporte face au député sortant.
| Circonscription | Député sortant   | Parti | Parti     | Député élu ou réélu | Parti | Parti |
| --------------- | ---------------- | ----- | --------- | ------------------- | ----- | ----- |
| 1e              | Jean Bousquet    |       | UDF (Rad) | Alain Clary         |       | PCF   |
| 2e              | Jean-Marie André |       | UDF (PR)  | Alain Fabre-Pujol   |       | PS    |
| 3e              | Gilbert Baumet   |       | MDR       | Gérard Revol        |       | PS    |
| 4e              | Max Roustan      |       | UDF (PR)  | Patrick Malavieille |       | PCF   |
| 5e              | Alain Danilet    |       | RPR       | Damien Alary        |       | PS    |

## Haute-Garonne

Députés élus de la Haute-Garonne par circonscription

Comme dans un certain nombre de départements, la Haute-Garonne retrouve la même disposition concernant les partis qu'en 1988, qui est de sept sièges pour les socialistes et celui de Toulouse-centre pour l'UDF en la personne de Dominique Baudis, maire de Toulouse, qui est réélu pour un troisième mandat. Trois anciens députés socialistes battus en 1993 sont réélus : Gérard Bapt à Toulouse-est, Hélène Mignon à Toulouse-sud-ouest et Lionel Jospin, premier secrétaire du PS, à Lauragais. À Toulouse-sud-est, c'est le maire de Ramonville-Saint-Agne, Pierre Cohen, qui reprend le siège pour les socialistes tandis que Grégoire Carneiro, député sortant RPR de Toulouse-ouest, est sanctionné face à la candidate socialiste. Le seul député sortant socialiste, Jean-Louis Idiart, est réélu très largement à Comminges et enfin Yvette Benayoun Nackache reprend de peu le secteur de Toulouse-sud face au député sortant.
| Circonscription                                 | Député sortant                                  | Parti | Parti    | Député élu ou réélu     | Parti | Parti    |
| ----------------------------------------------- | ----------------------------------------------- | ----- | -------- | ----------------------- | ----- | -------- |
| 1re                                             | Jean-Claude Paix                                |       | UDF (FD) | Dominique Baudis        |       | UDF (FD) |
| 2e                                              | Robert Huguenard                                |       | RPR      | Gérard Bapt             |       | PS       |
| 3e                                              | Serge Didier                                    |       | UDF (PR) | Pierre Cohen            |       | PS       |
| 4e                                              | Jean Diebold                                    |       | RPR      | Yvette Benayoun-Nakache |       | PS       |
| 5e                                              | Grégoire Carneiro                               |       | RPR      | Françoise Imbert        |       | PS       |
| 6e                                              | Alain Barrès suppléant de Françoise de Veyrinas |       | UDF (FD) | Hélène Mignon           |       | PS       |
| 7e                                              | Jean-Pierre Bastiani*                           |       | UDF (FD) | Lionel Jospin           |       | PS       |
| 8e                                              | Jean-Louis Idiart                               |       | PS       | Jean-Louis Idiart       |       | PS       |
| * député sortant ne se représentant pas en 1997 |                                                 |       |          |                         |       |          |

## Gers

Députés élus du Gers par circonscription

Le Gers bascule, à nouveau, entièrement à gauche avec l'élection de socialistes: Claude Desbons à Auch, par ailleurs maire de la ville et Yvon Montané, ancien conseiller général, qui devance de 280 voix le député sortant UDF.
| Circonscription | Député sortant        | Parti | Parti    | Député élu ou réélu | Parti | Parti |
| --------------- | --------------------- | ----- | -------- | ------------------- | ----- | ----- |
| 1re             | Yves Rispat           |       | RPR      | Claude Desbons      |       | PS    |
| 2e              | Aymeri de Montesquiou |       | UDF (AD) | Yvon Montané        |       | PS    |

## Gironde

Députés élus de la Gironde par circonscription

La situation s'inverse totalement en Gironde après qu'en 1993, la droite ait triomphé dans neuf circonscriptions sur onze, c'est cette fois-ci la gauche qui remporte ce nombre de sièges. Seules deux circonscriptions bordelaises restent dans le giron du RPR : Bordeaux-Le Bouscat avec Jean Valleix qui est réélu pour un neuvième mandat et Bordeaux-centre où l'ex-premier ministre, Alain Juppé succède à son prédécesseur à la mairie de Bordeaux. Tandis que l'écologiste Noël Mamère est élu à Bordeaux-Sud, les socialistes remportent le reste du département avec partout au moins 55 % des voix sauf à Arcachon où l'UDF Robert Cazalet échoue à se faire réélire une troisième fois et à Lesparre où Pierre Brana retrouve le siège qu'il avait perdu en 1993 (ce qui est également le cas de Michel Sainte-Marie à Mérignac et de Bernard Madrelle à Blaye).
| Circonscription | Député sortant                                    | Parti | Parti     | Député élu ou réélu | Parti | Parti             |
| --------------- | ------------------------------------------------- | ----- | --------- | ------------------- | ----- | ----------------- |
| 1re             | Jean Valleix                                      |       | RPR       | Jean Valleix        |       | RPR               |
| 2e              | Jacques Chaban-Delmas                             |       | RPR       | Alain Juppé         |       | RPR               |
| 3e              | Jean-Claude Barran suppléant de Gérard Castagnéra |       | RPR       | Noël Mamère         |       | Divers écologiste |
| 4e              | Pierre Garmendia                                  |       | PS        | Conchita Lacuey     |       | PS                |
| 5e              | Xavier Pintat                                     |       | UDF (PR)  | Pierre Brana        |       | PS                |
| 6e              | Pierre Favre                                      |       | UDF (PR)  | Michel Sainte-Marie |       | PS                |
| 7e              | Pierre Ducout                                     |       | PS        | Pierre Ducout       |       | PS                |
| 8e              | Robert Cazalet                                    |       | UDF (PR)  | François Deluga     |       | PS                |
| 9e              | Philippe Dubourg                                  |       | RPR       | Odette Trupin       |       | PS                |
| 10e             | Jean-Claude Bireau                                |       | RPR       | Gilbert Mitterrand  |       | PS                |
| 11e             | Daniel Picotin                                    |       | UDF (Rad) | Bernard Madrelle    |       | PS                |

## Hérault

Députés élus de l'Hérault par circonscription

Pour la première fois depuis au moins 1973, l'Hérault n'envoie aucun député de droite à l'Assemblée. En effet, le PCF emporte largement face au FN, la circonscription de Sète, grâce au nouveau maire de la ville, François Liberti. Le divers gauche, Gérard Saumade, ex-PS, conserve la circonscription de Lodève et les socialistes prennent le reste des sièges à la droite. Deux élections se font à la faveur de triangulaires impliquant le FN : celle de Gilbert Roseau à Montpellier-sud-est et celle d'Alain Barrau à Béziers (également ancien maire de la ville). Le maire de Montpellier, Georges Frêche prend le siège de Montpellier-nord tandis que son adjointe est élue à Lunel et enfin, le maire de Capestang, Bernard Nayral, prend le secteur de Bédarieux.
| Circonscription | Député sortant  | Parti | Parti         | Député élu ou réélu | Parti | Parti         |
| --------------- | --------------- | ----- | ------------- | ------------------- | ----- | ------------- |
| 1re             | Willy Diméglio  |       | UDF (PR)      | Gilbert Roseau      |       | PS            |
| 2e              | Bernard Serrou  |       | RPR           | Georges Frêche      |       | PS            |
| 3e              | René Couveinhes |       | RPR           | Christine Lazerges  |       | PS            |
| 4e              | Gérard Saumade  |       | Divers gauche | Gérard Saumade      |       | Divers gauche |
| 5e              | Marcel Roques   |       | UDF (FD)      | Bernard Nayral      |       | PS            |
| 6e              | Raymond Couderc |       | UDF (PR)      | Alain Barrau        |       | PS            |
| 7e              | Yves Marchand   |       | UDF (FD)      | François Liberti    |       | PCF           |

## Ille-et-Vilaine

Députés élus de l'Ille-et-Vilaine par circonscription

Pour la deuxième fois sous la Ve République, l'Ille-et-Vilaine envoie trois députés de gauche à l'Assemblée. Malgré tout, l'UDF conserve la majorité des sièges : quatre sur sept. Pierre Méhaignerie est réélu dès le premier tour à Vitré tandis qu'Alain Madelin et Marie-Thérèse Boisseau sont réélus avec 10 points d'avance sur leurs opposants socialistes à Redon et Fougères, et René Couanau bat la fondatrice de la Gauche socialiste, Isabelle Thomas à Saint-Malo. En revanche, les socialistes renforcent leur emprise sur Rennes avec la réélection très large de Jean-Michel Boucheron à Rennes-sud, l'élection du maire socialiste de la ville à Rennes-nord et enfin celle de Marcel Rogemont à Montfort.
| Circonscription | Député sortant         | Parti | Parti    | Député élu ou réélu    | Parti | Parti    |
| --------------- | ---------------------- | ----- | -------- | ---------------------- | ----- | -------- |
| 1re             | Jean-Michel Boucheron  |       | PS       | Jean-Michel Boucheron  |       | PS       |
| 2e              | Yvon Jacob             |       | RPR      | Edmond Hervé           |       | PS       |
| 3e              | Yves Fréville nsrp     |       | UDF (FD) | Marcel Rogemont        |       | PS       |
| 4e              | Alain Madelin          |       | UDF (PR) | Alain Madelin          |       | UDF (PR) |
| 5e              | Pierre Méhaignerie     |       | UDF (FD) | Pierre Méhaignerie     |       | UDF (FD) |
| 6e              | Marie-Thérèse Boisseau |       | UDF (FD) | Marie-Thérèse Boisseau |       | UDF (FD) |
| 7e              | René Couanau           |       | UDF (FD) | René Couanau           |       | UDF (FD) |

## Indre

Députés élus de l'Indre par circonscription

La gauche frôle le grand chelem dans ce département dirigé par l'UDF. Seule la circonscription d'Issoudun reste dans les mains de l'UDF, avec la réélection de justesse de Nicolas Forissier, député-maire de la Châtre face à l'ancien président du conseil général, André Laignel. Sinon, les socialistes triomphent des députés sortants à Châteauroux, où le maire socialiste de la ville bat le député sortant UDF et maire de Déols, et à Le Blanc, où, là encore, le maire de la ville, Jean-Paul Chanteguet bat le député sortant RPR.
| Circonscription | Député sortant    | Parti | Parti    | Député élu ou réélu  | Parti | Parti    |
| --------------- | ----------------- | ----- | -------- | -------------------- | ----- | -------- |
| 1re             | Michel Blondeau   |       | UDF (FD) | Jean-Yves Gateaud    |       | PS       |
| 2e              | Nicolas Forissier |       | UDF (PR) | Nicolas Forissier    |       | UDF (PR) |
| 3e              | René Chabot       |       | RPR      | Jean-Paul Chanteguet |       | PS       |

## Indre-et-Loire

Députés élus d'Indre-et-Loire par circonscription

La droite est en déroute dans ce département. Après avoir réalisé le grand chelem en 1993, elle perd trois de ses cinq sièges et ne conserve, de justesse, que les secteurs de Langeais où le député RPR et maire de Saint-Cyr-sur-Loire, Philippe Briand, est réélu et celui de Tours où Renaud Donnedieu de Vabres conserve, tant bien que mal, le siège où Jean Royer était élu depuis 1958. Sinon, le reste du département bascule donc à gauche : le frère de l'ancien ministre de l'Intérieur, Bernard Debré chute à Amboise, Marisol Touraine bat le député-maire sortant de Loches et Yves Dauge prend le secteur de sa ville, Chinon, face au député sortant UDF.
| Circonscription | Député sortant        | Parti | Parti         | Député élu ou réélu        | Parti | Parti    |
| --------------- | --------------------- | ----- | ------------- | -------------------------- | ----- | -------- |
| 1re             | Jean Royer            |       | Divers droite | Renaud Donnedieu de Vabres |       | UDF (PR) |
| 2e              | Jean-Jacques Filleul  |       | PS            | Jean-Jacques Filleul       |       | PS       |
| 3e              | Jean-Jacques Descamps |       | UDF (PPDF)    | Marisol Touraine           |       | PS       |
| 4e              | Hervé Novelli         |       | UDF (PR)      | Yves Dauge                 |       | PS       |
| 5e              | Philippe Briand       |       | RPR           | Philippe Briand            |       | RPR      |

## Isère

Députés élus de l'Isère par circonscription

La vague rose permet d'inverser totalement le rapport de force gauche-droite de six sièges à trois et à l'Isère de retrouver la même composition politique qu'on lui connaissait en 1988. Trois circonscriptions tombent donc entre les mains du PS : celle d'Saint-Égrève où François Brottes bat le député-maire sortant, celle de Vienne que Louis Mermaz, ancien président de l'Assemblée nationale et ancien président du conseil général, remporte à la faveur d'une triangulaire face au député sortant UDF et au FN et celle de Voiron où le maire de Tullins bat le député sortant RPR. Les six autres députés sortants sont réélus : l'UDF conserve les deux sièges de Bourgoin tandis que le RPR garde le secteur de Grenoble-Meylan, le PCF conserve Saint-Martin-d'Hères sans grande difficulté et les socialistes obtiennent la réélection très large (plus de 60 % des voix) du maire de Grenoble et du maire de Seyssins à Grenoble-Fontaine et à Seyssinet-Bourg-d'Oisans.
| Circonscription | Député sortant              | Parti | Parti    | Député élu ou réélu  | Parti | Parti    |
| --------------- | --------------------------- | ----- | -------- | -------------------- | ----- | -------- |
| 1re             | Richard Cazenave            |       | RPR      | Richard Cazenave     |       | RPR      |
| 2e              | Gilbert Biessy              |       | PCF      | Gilbert Biessy       |       | PCF      |
| 3e              | Michel Destot               |       | PS       | Michel Destot        |       | PS       |
| 4e              | Didier Migaud               |       | PS       | Didier Migaud        |       | PS       |
| 5e              | Philippe Langenieux-Villard |       | RPR      | François Brottes     |       | PS       |
| 6e              | Alain Moyne-Bressand        |       | UDF (PR) | Alain Moyne-Bressand |       | UDF (PR) |
| 7e              | Georges Colombier           |       | UDF (PR) | Georges Colombier    |       | UDF (PR) |
| 8e              | Bernard Saugey              |       | UDF (PR) | Louis Mermaz         |       | PS       |
| 9e              | Michel Hannoun              |       | RPR      | André Vallini        |       | PS       |

## Jura

Députés élus du Jura par circonscription

La vague rose n'a que peu d'effets sur le Jura : seul le secteur de Dole bascule en faveur de la gauche avec l'élection de la porte-parole des Verts, Dominique Voynet, face au député sortant UDF et maire de Dole, Gilbert Barbier. Cependant, le socialiste Yves Colmou n'arrive pas à reprendre l'ancien siège socialiste de Lons-le-Saunier perdu en 1993 et se fait battre par le député-maire sortant RPR, et le secteur de Saint-Claude réélit Jean Charroppin, député RPR, avec un score néanmoins inférieur à ce qu'on a pu connaître.
| Circonscription | Député sortant    | Parti | Parti    | Député élu ou réélu | Parti | Parti     |
| --------------- | ----------------- | ----- | -------- | ------------------- | ----- | --------- |
| 1re             | Jacques Pélissard |       | RPR      | Jacques Pélissard   |       | RPR       |
| 2e              | Jean Charroppin   |       | RPR      | Jean Charroppin     |       | RPR       |
| 3e              | Gilbert Barbier   |       | UDF (AD) | Dominique Voynet    |       | Les Verts |

## Landes

Députés élus des Landes par circonscription

Les Landes envoient à l'Assemblée, tout comme en 1988, trois députés socialistes. Alain Vidalies retrouve son siège (perdu en 1993) de Mont-de-Marsan face au député sortant RPR, Louis Lauga. Le siège de Dax, est récupéré, quant à lui, par Jean-Pierre Dufau, maire de Capbreton, face au député sortant UDF. Enfin, le siège de Saint-Sever est largement conservé, sans surprise, par l'ancien président de l'Assemblée nationale, Henri Emmanuelli.
| Circonscription | Député sortant   | Parti | Parti    | Député élu ou réélu | Parti | Parti |
| --------------- | ---------------- | ----- | -------- | ------------------- | ----- | ----- |
| 1re             | Louis Lauga      |       | RPR      | Alain Vidalies      |       | PS    |
| 2e              | Henri Lalanne    |       | UDF (PR) | Jean-Pierre Dufau   |       | PS    |
| 3e              | Henri Emmanuelli |       | PS       | Henri Emmanuelli    |       | PS    |

## Loir-et-Cher

Députés élus de Loir-et-Cher par circonscription

Aucun changement pour ce qui est des partis politiques : le PS, l'UDF et le RPR détiennent toujours un siège chacun. Seul le secteur de Vendôme change de député UDF avec l'élection de Maurice Leroy, qui remplace Jean Dessanlis, député depuis 1973, face au maire socialiste de Vendôme. Le député sortant de Romorantin, Patrice Martin-Lalande, a bien failli perdre son siège face au maire socialiste de la ville mais est finalement réélu avec 124 voix d'avance. Jack Lang est réélu, quant à lui, sans surprise à Blois.
| Circonscription | Député sortant         | Parti | Parti    | Député élu ou réélu    | Parti | Parti    |
| --------------- | ---------------------- | ----- | -------- | ---------------------- | ----- | -------- |
| 1re             | Michel Fromet          |       | PS       | Jack Lang              |       | PS       |
| 2e              | Patrice Martin-Lalande |       | RPR      | Patrice Martin-Lalande |       | RPR      |
| 3e              | Jean Desanlis          |       | UDF (AD) | Maurice Leroy          |       | UDF (FD) |

## Loire

Députés élus de la Loire par circonscription

Au vu du contexte national, la droite ligérienne résiste bien. Elle ne doit concéder que deux sièges à la gauche : celui de Saint-Étienne-Nord que la tête de liste socialiste de la préfecture aux municipales de 1995, Gérard Lindeperg, prend au député sortant UDF et celui de Firminy où le maire communiste de cette ville est élu en triangulaire face au député sortant UDF et au FN. Les cinq autres députés sortants de droite sont réélus : Christian Cabal, adjoint au maire RPR de Saint-Étienne, à Saint-Étienne-Sud, qui triomphe de seulement 196 voix de son opposant DVG, les UDF François Rochebloine, conseiller général, et Pascal Clément, président du conseil général et ancien ministre, sont tous deux réélus largement dans leurs secteurs Saint-Chamond et de Charlieu-Feurs face au PS tout comme M. Chossy, maire UDF de Saint-Just-Saint-Rambert, face au FN à Montbrison-Forez et enfin, Yves Nicolin, également UDF, triomphe de l'ancien député socialiste, Jean Auroux, à Roanne.
| Circonscription | Député sortant        | Parti | Parti    | Député élu ou réélu  | Parti | Parti    |
| --------------- | --------------------- | ----- | -------- | -------------------- | ----- | -------- |
| 1re             | Jean-Pierre Philibert |       | UDF (PR) | Gérard Lindeperg     |       | PS       |
| 2e              | Christian Cabal       |       | RPR      | Christian Cabal      |       | RPR      |
| 3e              | François Rochebloine  |       | UDF (FD) | François Rochebloine |       | UDF (FD) |
| 4e              | Daniel Mandon         |       | UDF (FD) | Bernard Outin        |       | PCF      |
| 5e              | Yves Nicolin          |       | UDF (PR) | Yves Nicolin         |       | UDF (PR) |
| 6e              | Pascal Clément        |       | UDF (PR) | Pascal Clément       |       | UDF (PR) |
| 7e              | Jean-François Chossy  |       | UDF (FD) | Jean-François Chossy |       | UDF (FD) |

## Haute-Loire

Députés élus de la Haute-Loire par circonscription

L'UDF conserve les deux sièges départementaux grâce à la réélection des deux sortants. En revanche, Jacques Barrot comme Jean Proriol doivent, cette fois-ci, attendre le deuxième tour pour se faire réélire face aux candidats socialistes.
| Circonscription | Député sortant                            | Parti | Parti    | Député élu ou réélu | Parti | Parti      |
| --------------- | ----------------------------------------- | ----- | -------- | ------------------- | ----- | ---------- |
| 1re             | Serge Monnier suppléant de Jacques Barrot |       | UDF (FD) | Jacques Barrot      |       | UDF (FD)   |
| 2e              | Jean Proriol                              |       | UDF (AD) | Jean Proriol        |       | UDF (PPDF) |

## Loire-Atlantique

Députés élus de la Loire-Atlantique par circonscription

Pour la première fois depuis 1945, la majorité des députés de Loire-Atlantique est de gauche. En effet, le PS arrive à prendre six des dix circonscriptions du département : il conserve largement les secteurs de Saint-Herblain, grâce au député-maire de Nantes, Jean-Marc Ayrault, et celui de Nantes-Rezé où le maire de Rezé est réélu. Les socialistes s'emparent également de justesse, avec moins de 51 % des voix, les sièges de Nantes-Orvault, où le conseiller général Patrick Rimbert est élu, de Nantes-centre-sud-est, que l'ancienne ministre RPR de la santé d'Alain Juppé perd au profit de Marie-Françoise Clergeau, et de La Baule où René Leroux triomphe du maire RPR du Croisic de 196 voix. Claude Évin triomphe, lui, seul candidat au second tour à Saint-Nazaire. Enfin, les quatre autres députés sortants de droite sont réélus à Ancenis, Châteaubriant, au pays de Retz et à Vertou-Clisson.
| Circonscription | Député sortant                                 | Parti | Parti    | Député élu ou réélu      | Parti | Parti    |
| --------------- | ---------------------------------------------- | ----- | -------- | ------------------------ | ----- | -------- |
| 1re             | Monique Papon                                  |       | UDF (FD) | Patrick Rimbert          |       | PS       |
| 2e              | Vincent Delaroux suppléant de Élisabeth Hubert |       | RPR      | Marie-Françoise Clergeau |       | PS       |
| 3e              | Jean-Marc Ayrault                              |       | PS       | Jean-Marc Ayrault        |       | PS       |
| 4e              | Jacques Floch                                  |       | PS       | Jacques Floch            |       | PS       |
| 5e              | Édouard Landrain                               |       | UDF (FD) | Édouard Landrain         |       | UDF (FD) |
| 6e              | Michel Hunault                                 |       | RPR      | Michel Hunault           |       | RPR      |
| 7e              | Olivier Guichard                               |       | RPR      | René Leroux              |       | PS       |
| 8e              | Étienne Garnier                                |       | RPR      | Claude Évin              |       | PS       |
| 9e              | Pierre Hériaud                                 |       | UDF (FD) | Pierre Hériaud           |       | UDF (FD) |
| 10e             | Serge Poignant                                 |       | RPR      | Serge Poignant           |       | RPR      |

## Loiret

Députés élus du Loiret par circonscription

La droite loirétaine résiste bien à la vague rose puisqu'elle réussit un nouveau grand chelem avec la réélection de tous ses députés : à Orléans-sud et Orléans-est, l'UDF voit la réélection d'Antoine Carré, vice-président du conseil général, face à l'ancien député et maire PS d'Orléans, Jean-Pierre Sueur, et celle de Jean-Louis Bernard, également face à son prédécesseur socialiste. Le RPR garde le reste des sièges : celui de Montargis-Giens que Xavier Deniau, député depuis 1962, conserve face au FN, celui d'Orléans-ouest où Éric Doligé, président du conseil général, est réélu face à la candidate écologiste, et celui d'Orléans-nord-Pithiviers.
| Circonscription | Député sortant     | Parti | Parti     | Député élu ou réélu | Parti | Parti     |
| --------------- | ------------------ | ----- | --------- | ------------------- | ----- | --------- |
| 1e              | Antoine Carré      |       | UDF (PR)  | Antoine Carré       |       | UDF (PR)  |
| 2e              | Éric Doligé        |       | RPR       | Éric Doligé         |       | RPR       |
| 3e              | Jean-Louis Bernard |       | UDF (Rad) | Jean-Louis Bernard  |       | UDF (Rad) |
| 4e              | Xavier Deniau      |       | RPR       | Xavier Deniau       |       | RPR       |
| 5e              | Jean-Paul Charié   |       | RPR       | Jean-Paul Charié    |       | RPR       |

## Lot

Députés élus du Lot par circonscription

Sans surprise, les deux députés sortants de gauche sont reconduits. Bernard Charles, député radical-socialiste depuis 1983 et maire de Cahors, triomphe du candidat UDF et Martin Malvy, député-maire socialiste de Figeac depuis 1978 et ancien ministre du Budget, bat dans son secteur le maire RPR de Souillac.
| Circonscription | Député sortant  | Parti | Parti | Député élu ou réélu | Parti | Parti |
| --------------- | --------------- | ----- | ----- | ------------------- | ----- | ----- |
| 1re             | Bernard Charles |       | PRS   | Bernard Charles     |       | PRS   |
| 2e              | Martin Malvy    |       | PS    | Martin Malvy        |       | PS    |

## Lot-et-Garonne

Députés élus de Lot-et-Garonne par circonscription

Après un grand chelem de la droite en 1993, tous les députés sortants sont battus par les candidats socialistes : Alain Veyret, qui avait déjà battu lors des cantonales de 1994 le président du conseil général dans son canton, sanctionne cette fois le maire UDF d'Agen, Gérard Gouzes, maire de Marmande, bat, lui, dans son secteur, le député sortant RPR et enfin, Jérôme Cahuzac triomphe du maire RPR de Monflanquin et député sortant.
| Circonscription | Député sortant  | Parti | Parti    | Député élu ou réélu | Parti | Parti |
| --------------- | --------------- | ----- | -------- | ------------------- | ----- | ----- |
| 1re             | Paul Chollet    |       | UDF (FD) | Alain Veyret        |       | PS    |
| 2e              | Georges Richard |       | RPR      | Gérard Gouzes       |       | PS    |
| 3e              | Daniel Soulage  |       | UDF (FD) | Jérôme Cahuzac      |       | PS    |

## Lozère

Députés élus de la Lozère par circonscription

Jean-Claude Chazal emporte une victoire historique à Mende : puisqu'il s'agit de la première fois, sous la Ve République, qu'un député socialiste est élu en Lozère. Celui-ci est élu face au député-maire sortant, Jean-Jacques Delmas. En revanche, c'est sans surprise que Jacques Blanc est réélu pour l'UDF dès le premier tour à Marvejols.
| Circonscription | Député sortant      | Parti | Parti     | Député élu ou réélu | Parti | Parti    |
| --------------- | ------------------- | ----- | --------- | ------------------- | ----- | -------- |
| 1re             | Jean-Jacques Delmas |       | UDF (Rad) | Jean-Claude Chazal  |       | PS       |
| 2e              | Jacques Blanc       |       | UDF (PR)  | Jacques Blanc       |       | UDF (PR) |

## Maine-et-Loire

Députés élus de Maine-et-Loire par circonscription

À l'image du département du Jura, la vague rose n'a eu que pour seul effet de faire basculer un siège en faveur du candidat écologiste : et ici, il s'agit du siège de Saumur-sud où Jean-Michel Marchand tire son épingle du jeu en profitant des divisions de la droite pour se faire élire, au second tour, face aux candidats RPR et UDF. Hormis ce secteur, la droite voit tous ses députés réélus : le RPR conserve son seul secteur d'Angers-nord grâce à Roselyne Bachelot, députée depuis 1988 et l'UDF conserve son emprise sur le reste du département ; à Angers-sud et Saumur-nord, les députés sont réélus avec des scores nettement inférieurs à ceux de 1993, M. Grimault perd, par exemple, plus de 12 points. Cependant, Maurice Ligot obtient, à Cholet, un score honorable bien qu'inférieur à celui de 1993 et, à Angers-Mauges et Angers-Segré, Hérvé de Charette et Marc Laffineur sont, cette fois, élus au second tour mais avec des scores confortables.
| Circonscription | Député sortant                                 | Parti | Parti      | Député élu ou réélu  | Parti | Parti      |
| --------------- | ---------------------------------------------- | ----- | ---------- | -------------------- | ----- | ---------- |
| 1re             | Roselyne Bachelot                              |       | RPR        | Roselyne Bachelot    |       | RPR        |
| 2e              | Hubert Grimault                                |       | UDF (FD)   | Hubert Grimault      |       | UDF (FD)   |
| 3e              | Christian Martin suppléant d'Edmond Alphandéry |       | UDF (FD)   | Christian Martin     |       | UDF (FD)   |
| 4e              | Jean Bégault                                   |       | UDF (AD)   | Jean-Michel Marchand |       | Les Verts  |
| 5e              | Maurice Ligot                                  |       | UDF (AD)   | Maurice Ligot        |       | UDF (AD)   |
| 6e              | Alain Levoyer suppléant de Hervé de Charette   |       | UDF (PPDF) | Hervé de Charette    |       | UDF (PPDF) |
| 7e              | Marc Laffineur                                 |       | UDF (AD)   | Marc Laffineur       |       | UDF (AD)   |

## Manche

Députés élus de la Manche par circonscription

La Manche retrouve la configuration qu'on lui connaissait en 1988, à savoir, tous les sièges à droite sauf celui de Cherbourg entre les mains du PS. Celui-ci le récupère grâce au maire d'Octeville, Bernard Cazeneuve, qui sanctionne le député sortant UDF. À l'inverse, les autres députés sortants de droite conservent leurs sièges sans difficulté : au premier tour, ils dépassent tous les 40 % des voix, et René André, député RPR depuis 1983 et maire d'Avranches depuis 1989, est même réélu dès le premier tour dans son secteur.
| Circonscription | Député sortant      | Parti | Parti    | Député élu ou réélu | Parti | Parti      |
| --------------- | ------------------- | ----- | -------- | ------------------- | ----- | ---------- |
| 1re             | Jean-Claude Lemoine |       | RPR      | Jean-Claude Lemoine |       | RPR        |
| 2e              | René André          |       | RPR      | René André          |       | RPR        |
| 3e              | Alain Cousin        |       | RPR      | Alain Cousin        |       | RPR        |
| 4e              | Claude Gatignol     |       | UDF (PR) | Claude Gatignol     |       | UDF (PPDF) |
| 5e              | Yves Bonnet         |       | UDF (PR) | Bernard Cazeneuve   |       | PS         |

## Marne
| Circonscription | Député sortant      | Parti | Parti         | Député élu ou réélu | Parti | Parti    |
| --------------- | ------------------- | ----- | ------------- | ------------------- | ----- | -------- |
| 1re             | Jean Falala         |       | RPR           | Jean Falala         |       | RPR      |
| 2e              | Jean-Claude Étienne |       | RPR           | Jean-Claude Étienne |       | RPR      |
| 3e              | Jean-Claude Thomas  |       | RPR           | Jean-Claude Thomas  |       | RPR      |
| 4e              | Bruno Bourg-Broc    |       | RPR           | Bruno Bourg-Broc    |       | RPR      |
| 5e              | Charles de Courson  |       | UDF (FD)      | Charles de Courson  |       | UDF (FD) |
| 6e              | Philippe Martin     |       | Divers droite | Philippe Martin     |       | app. RPR |

Députés élus de la Marne par circonscription

Pour ce qui est des nombres d'élus, la Marne ne change rien malgré le contexte : six députés de droite réélus, cinq RPR, un UDF. Cependant, en nombre de voix, le ressenti est différent : le député le mieux élu est Jean Falala à Reims-1, qui avait été réélu au premier tour en 1993, perd plus de 13 points par rapport à 1993, tandis que le seul élu UDF, Charles de Courson, triomphe d'une triangulaire face au FN et à l'ancien député socialiste, Jean-Pierre Bouquet. Le reste des députés RPR sont réélus avec des scores compris entre 50 et 53 %, tous nettement inférieurs à ceux de 1993 (sauf Philippe Martin, élu, cette fois, avec l'investiture du RPR à Épernay-Sézanne).

## Haute-Marne

Députés élus de la Haute-Marne par circonscription

Les deux sièges départementaux sont emportés par les maires des deux principales villes du département : Jean-Claude Daniel, maire divers gauche de Chaumont, remporte le siège de sa ville (qui bascule pour la première fois depuis 1958 à gauche) et François Cornut-Gentille, maire RPR de Saint-Dizier, conserve son siège face au FN et au PS.
| Circonscription | Député sortant           | Parti | Parti    | Député élu ou réélu      | Parti | Parti         |
| --------------- | ------------------------ | ----- | -------- | ------------------------ | ----- | ------------- |
| 1re             | Charles Fèvre            |       | UDF (PR) | Jean-Claude Daniel       |       | Divers gauche |
| 2e              | François Cornut-Gentille |       | RPR      | François Cornut-Gentille |       | RPR           |

## Mayenne

Députés élus de la Mayenne par circonscription

La droite réussit à nouveau le grand chelem (ce qui est le cas depuis 1958, sauf entre 1986 et 1988) en faisant réélire ses trois députés mais avec des scores nettement inférieurs à ceux de 1993 où François d'Aubert, élu UDF à Laval, et Henri de Gastines, député RPR de Château-Gontier depuis 1981, avaient été élus dès le premier tour, ils doivent cette fois attendre le second pour être réélu mais avec des scores confortables. Roger Lestas, conseiller général, est lui aussi réélu à Mayenne avec un score en baisse.
| Circonscription | Député sortant                                | Parti | Parti    | Député élu ou réélu | Parti | Parti    |
| --------------- | --------------------------------------------- | ----- | -------- | ------------------- | ----- | -------- |
| 1re             | Henri Houdouin suppléant de François d'Aubert |       | RPR      | François d'Aubert   |       | UDF (PR) |
| 2e              | Henri de Gastines                             |       | RPR      | Henri de Gastines   |       | RPR      |
| 3e              | Roger Lestas                                  |       | UDF (AD) | Roger Lestas        |       | UDF (AD) |

## Meurthe-et-Moselle

Députés élus de Meurthe-et-Moselle par circonscription

Les socialistes réussissent un coup de force dans ce département qui leur est généralement favorable. Cinq sièges sur sept vont ainsi à la gauche et seuls ceux de Claude Gaillard, député sortant UDF, à Nancy-Ouest et de François Guillaume, ancien ministre de l'Agriculture RPR, à Lunéville sont conservés par la droite in extremis (avec des avances de moins de 15 voix sur leurs opposants socialistes). Sinon, le PS est donc victorieux. La défaite du maire UDF de Nancy et président du Parti radical, André Rossinot, est notable.
| Circonscription | Député sortant     | Parti | Parti     | Député élu ou réélu | Parti | Parti    |
| --------------- | ------------------ | ----- | --------- | ------------------- | ----- | -------- |
| 1re             | André Rossinot     |       | UDF (Rad) | Jean-Jacques Denis  |       | PS       |
| 2e              | Gérard Léonard     |       | RPR       | René Mangin         |       | PS       |
| 3e              | Claude Gaillard    |       | UDF (PR)  | Claude Gaillard     |       | UDF (PR) |
| 4e              | François Guillaume |       | RPR       | François Guillaume  |       | RPR      |
| 5e              | Aloys Geoffroy     |       | UDF (Rad) | Nicole Feidt        |       | PS       |
| 6e              | Jean-Yves Le Déaut |       | PS        | Jean-Yves Le Déaut  |       | PS       |
| 7e              | Jean-Paul Durieux  |       | PS        | Jean-Paul Durieux   |       | PS       |

## Meuse

Députés élus de la Meuse par circonscription

La gauche emporte les deux sièges du département que ce soit à Bar-le-Duc, où le président UDF du conseil régional et ancien ministre, Gérard Longuet, est battu, ou à Verdun, où le maire RPR de Verdun est battu par son prédécesseur socialiste à la mairie de Verdun, Jean-Louis Dumont.
| Circonscription | Député sortant                               | Parti | Parti    | Député élu ou réélu | Parti | Parti |
| --------------- | -------------------------------------------- | ----- | -------- | ------------------- | ----- | ----- |
| 1re             | André Droitcourt suppléant de Gérard Longuet |       | UDF (PR) | François Dosé       |       | PS    |
| 2e              | Arsène Lux                                   |       | RPR      | Jean-Louis Dumont   |       | PS    |

## Morbihan

Députés élus du Morbihan par circonscription

La droite morbihannaise résiste bien au contexte national en perdant uniquement le secteur de Lorient, que le maire socialiste, emblématique, de cette ville récupère aisément face à la candidate RPR. Les cinq autres circonscriptions restent à droite avec des avances en voix confortables pour cette dernière (y compris à Auray où le fondateur du MJS, Benoît Hamon, échoue à faire chuter Aimé Kergueris, élu UDF depuis 1983) sauf à Hennebont où le PS échoue, à 720 voix près, à revenir.
| Circonscription | Député sortant        | Parti | Parti     | Député élu ou réélu   | Parti | Parti    |
| --------------- | --------------------- | ----- | --------- | --------------------- | ----- | -------- |
| 1re             | Raymond Marcellin     |       | UDF (PR)  | François Goulard      |       | UDF (PR) |
| 2e              | Aimé Kergueris        |       | UDF (PR)  | Aimé Kergueris        |       | UDF (PR) |
| 3e              | Jean-Charles Cavaillé |       | RPR       | Jean-Charles Cavaillé |       | RPR      |
| 4e              | Loïc Bouvard          |       | UDF (FD)  | Loïc Bouvard          |       | UDF (FD) |
| 5e              | Michel Godard         |       | UDF (P&R) | Jean-Yves Le Drian    |       | PS       |
| 6e              | Jacques Le Nay        |       | app. UDF  | Jacques Le Nay        |       | app. UDF |

## Moselle

Députés élus de la Moselle par circonscription

| Circonscription | Député sortant      | Parti | Parti    | Député élu ou réélu | Parti | Parti         |
| --------------- | ------------------- | ----- | -------- | ------------------- | ----- | ------------- |
| 1re             | François Grosdidier |       | RPR      | Gérard Terrier      |       | PS            |
| 2e              | Denis Jacquat       |       | UDF (PR) | Denis Jacquat       |       | UDF (PR)      |
| 3e              | Jean-Louis Masson   |       | RPR      | Jean-Louis Masson   |       | RPR           |
| 4e              | Aloyse Warhouver    |       | MDR      | Aloyse Warhouver    |       | Divers gauche |
| 5e              | Jean Seitlinger     |       | UDF (FD) | Gilbert Maurer      |       | PS            |
| 6e              | Pierre Lang         |       | UDF (PR) | Roland Metzinger    |       | PS            |
| 7e              | André Berthol       |       | RPR      | André Berthol       |       | RPR           |
| 8e              | Jean Kiffer         |       | CNIP     | Jean-Marie Aubron   |       | PS            |
| 9e              | Jean-Marie Demange  |       | RPR      | Jean-Marie Demange  |       | RPR           |
| 10e             | Alphonse Bourgasser |       | app. UDF | Michel Liebgott     |       | PS            |

## Nièvre

Députés élus de la Nièvre par circonscription

La gauche reprend ses droits sur l'ancienne terre de François Mitterrand. En effet le PS réussit le grand chelem en reprenant les deux sièges que la droite avait emportés en 1993 : celui de Cosne-Cours-sur-Loire, que Gaëtan Gorce, candidat aux municipales de 1995 dans cette même ville, emporte largement face au député sortant, et celui de Château-Chinon, où la conseillère régionale et députée sortante RPR, Simone Rignault, est sévèrement sanctionnée par Christian Paul. Le secteur de Nevers, acquis à la gauche depuis 1967, réélit sans surprise l'ancien suppléant de Pierre Bérégovoy.
| Circonscription | Député sortant                               | Parti | Parti      | Député élu ou réélu | Parti | Parti |
| --------------- | -------------------------------------------- | ----- | ---------- | ------------------- | ----- | ----- |
| 1re             | Didier Boulaud suppléant de Pierre Bérégovoy |       | PS         | Didier Boulaud      |       | PS    |
| 2e              | Didier Béguin                                |       | UDF (PPDF) | Gaëtan Gorce        |       | PS    |
| 3e              | Simone Rignault                              |       | RPR        | Christian Paul      |       | PS    |

## Nord

Députés élus du Nord par circonscription

Le scrutin législatif dans le Nord est très représentatif de la situation nationale. En effet, la gauche conserve ou prend dix-neuf sièges sur vingt-quatre. Seul le PCF garde les mêmes sièges qu'en 1993 : Marchiennes (16e, acquise depuis 1962), Denain (19e) et Saint-Amand-les-Eaux (20e). En revanche, Fabien Thiémé qui avait perdu son siège en 1993 face à Jean-Louis Borloo, maire UDF de Valenciennes, est à nouveau mis en échec par celui-ci. L'UDF, qui, conserve sinon les secteurs de Lille-4, fief historique de droite, et de Maubeuge. Les Verts font leur apparation avec l'élection de Guy Hascoët, à Roubaix-Lannoy. Le RPR ne conserve sinon que deux sièges sur treize : ceux de Pont-à-Marcq (de justesse) et de Marcq-en-Barœul. Le PS règne en maître, sinon, sur le reste du département.
| Circonscription | Député sortant                                   | Parti | Parti         | Député élu ou réélu     | Parti | Parti     |
| --------------- | ------------------------------------------------ | ----- | ------------- | ----------------------- | ----- | --------- |
| 1e              | Jacques Richir suppléant de Colette Codaccioni   |       | UDF (FD)      | Bernard Roman           |       | PS        |
| 2e              | Bernard Derosier                                 |       | PS            | Bernard Derosier        |       | PS        |
| 3e              | Claude Dhinnin                                   |       | RPR           | Alain Cacheux           |       | PS        |
| 4e              | Marc-Philippe Daubresse                          |       | UDF (FD)      | Marc-Philippe Daubresse |       | UDF (FD)  |
| 5e              | Bernard Davoine                                  |       | PS            | Martine Aubry           |       | PS        |
| 6e              | Thierry Lazaro                                   |       | RPR           | Thierry Lazaro          |       | RPR       |
| 7e              | Michel Ghysel                                    |       | RPR           | Guy Hascoët             |       | Les Verts |
| 8e              | Gérard Vignoble                                  |       | UDF (FD)      | Dominique Baert         |       | PS        |
| 9e              | Patrick Delnatte suppléant de Serge Charles      |       | RPR           | Patrick Delnatte        |       | RPR       |
| 10e             | Christian Vanneste                               |       | RPR           | Jean-Pierre Balduyck    |       | PS        |
| 11e             | Michel Dessaint suppléant de Françoise Hostalier |       | UDF (FD)      | Yves Durand             |       | PS        |
| 12e             | Régis Fauchoit                                   |       | Divers gauche | Jean Le Garrec          |       | PS        |
| 13e             | Emmanuel Dewees                                  |       | RPR           | Michel Delebarre        |       | PS        |
| 14e             | Gabriel Deblock                                  |       | RPR           | Monique Denise          |       | PS        |
| 15e             | Marie-Fanny Gournay                              |       | RPR           | Jean Delobel            |       | PS        |
| 16e             | Georges Hage                                     |       | PCF           | Georges Hage            |       | PCF       |
| 17e             | Jacques Vernier                                  |       | RPR           | Marc Dolez              |       | PS        |
| 18e             | Claude Pringalle                                 |       | RPR           | Brigitte Douay          |       | PS        |
| 19e             | René Carpentier                                  |       | PCF           | Patrick Leroy           |       | PCF       |
| 20e             | Alain Bocquet                                    |       | PCF           | Alain Bocquet           |       | PCF       |
| 21e             | Jean-Louis Borloo                                |       | Divers droite | Jean-Louis Borloo       |       | UDF (FD)  |
| 22e             | Christian Bataille                               |       | PS            | Christian Bataille      |       | PS        |
| 23e             | Jean-Claude Decagny                              |       | UDF (FD)      | Jean-Claude Decagny     |       | UDF (FD)  |
| 24e             | Alain Poyart                                     |       | RPR           | Marcel Dehoux           |       | PS        |

## Oise

Députés élus de l'Oise par circonscription

L'Oise est le seul département français à voir tous ces sièges répartis après des triangulaires. Le PCF obtient son premier élu sous la Ve République grâce à Patrice Carvalho, élu à Noyon face au député sortant UDF et l'ancien député FN, Pierre Descaves. Le RPR passe de cinq à seulement deux sièges : Senlis (ancré à droite, ancienne terre d'élection de Marcel Dassault) et Compiègne, que le PS manque de peu de reprendre. Les socialistes reconquièrent, sinon, le reste du département. Béatrice Marre à Beauvais-Ouest bat le président RPR du conseil général, Jean-François Mancel. Elle est la deuxième femme élue députée de l'Oise après Jeanne Léveillé en 1945.
| Circonscription | Député sortant         | Parti | Parti    | Député élu ou réélu | Parti | Parti |
| --------------- | ---------------------- | ----- | -------- | ------------------- | ----- | ----- |
| 1re             | Olivier Dassault       |       | RPR      | Yves Rome           |       | PS    |
| 2e              | Jean-François Mancel   |       | RPR      | Béatrice Marre      |       | PS    |
| 3e              | Ernest Chénière        |       | RPR      | Michel Françaix     |       | PS    |
| 4e              | Arthur Dehaine         |       | RPR      | Arthur Dehaine      |       | RPR   |
| 5e              | Lucien Degauchy        |       | RPR      | Lucien Degauchy     |       | RPR   |
| 6e              | François-Michel Gonnot |       | UDF (PR) | Patrice Carvalho    |       | PCF   |
| 7e              | Jean-Pierre Braine     |       | PS       | Jean-Pierre Braine  |       | PS    |

## Orne

Députés élus de l'Orne par circonscription

Malgré le contexte national qui lui est défavorable, la droite réussit un nouveau grand chelem dans l'Orne avec la réélection de ses trois députés. L'UDF conserve les secteurs de Mortagne-L'Aigle (depuis 1973) et d'Argentan-Flers où on aurait pu s'attendre à une victoire socialiste qui avait dirigé ce secteur entre 1981 et 1993, tandis que le RPR reste dans son seul secteur d'Alençon où son député est réélu avec un score honorable.
| Circonscription | Député sortant     | Parti | Parti    | Député élu ou réélu | Parti | Parti    |
| --------------- | ------------------ | ----- | -------- | ------------------- | ----- | -------- |
| 1re             | Yves Deniaud       |       | RPR      | Yves Deniaud        |       | RPR      |
| 2e              | Jean-Claude Lenoir |       | UDF (AD) | Jean-Claude Lenoir  |       | UDF (AD) |
| 3e              | Sylvia Bassot      |       | UDF (PR) | Sylvia Bassot       |       | UDF (PR) |

## Pas-de-Calais

Députés élus du Pas-de-Calais par circonscription

| Circonscription | Député sortant                                    | Parti | Parti         | Député élu ou réélu    | Parti | Parti         |
| --------------- | ------------------------------------------------- | ----- | ------------- | ---------------------- | ----- | ------------- |
| 1re             | Jean-Pierre Defontaine                            |       | PRS           | Jean-Pierre Defontaine |       | PRS           |
| 2e              | Charles Gheerbrant                                |       | UDF (FD)      | Catherine Génisson     |       | PS            |
| 3e              | Brigitte de Prémont suppléant de Philippe Vasseur |       | RPR           | Philippe Vasseur       |       | UDF (PR)      |
| 4e              | Léonce Deprez                                     |       | UDF (FD)      | Léonce Deprez          |       | UDF (FD)      |
| 5e              | Jean-Pierre Pont                                  |       | UDF (FD)      | Guy Lengagne           |       | Divers gauche |
| 6e              | Dominique Dupilet                                 |       | PS            | Dominique Dupilet      |       | PS            |
| 7e              | Claude Demassieux                                 |       | RPR           | André Capet            |       | PS            |
| 8e              | Jean-Jacques Delvaux                              |       | RPR           | Michel Lefait          |       | PS            |
| 9e              | Bernard Seux                                      |       | PS            | Bernard Seux           |       | PS            |
| 10e             | Serge Janquin                                     |       | PS            | Serge Janquin          |       | PS            |
| 11e             | Rémy Auchedé                                      |       | PCF           | Marcel Cabiddu         |       | PS            |
| 12e             | Jean-Pierre Kucheida                              |       | PS            | Jean-Pierre Kucheida   |       | PS            |
| 13e             | Jean-Claude Bois                                  |       | PS            | Jean-Claude Bois       |       | PS            |
| 14e             | Jean Urbaniak                                     |       | Divers droite | Albert Facon           |       | PS            |

## Puy-de-Dôme

Députés élus du Puy-de-Dôme par circonscription

La droite puydômoise subit de plein fouet la vague rose observée à l'échelle nationale : après avoir obtenu un grand chelem en 1993, elle ne sauve la face que grâce à l'ancien président de la République, Valéry Giscard d'Estaing qui est le seul à être réélu face à une adjointe écologiste au maire de Clermont-Ferrand. On retrouve ainsi la même répartition qu'en 1988 : M. Giscard d'Estaing et cinq députés socialistes dont Alain Néri et Maurice Adevah-Pœuf qui avaient perdu leurs sièges en 1993, et Odile Saugues qui devient la première femme députée du département.
| Circonscription | Député sortant           | Parti | Parti      | Député élu ou réélu      | Parti | Parti    |
| --------------- | ------------------------ | ----- | ---------- | ------------------------ | ----- | -------- |
| 1re             | Michel Fanget            |       | UDF (AD)   | Odile Saugues            |       | PS       |
| 2e              | Michel Cartaud           |       | UDF (PPDF) | Alain Néri               |       | PS       |
| 3e              | Valéry Giscard d'Estaing |       | UDF (PR)   | Valéry Giscard d'Estaing |       | UDF (PR) |
| 4e              | Pierre Pascallon         |       | RPR        | Jean-Paul Bacquet        |       | PS       |
| 5e              | Jean-Marc Chartoire      |       | UDF (AD)   | Maurice Adevah-Pœuf      |       | PS       |
| 6e              | Gérard Boche             |       | UDF (PR)   | Jean Michel              |       | PS       |

## Pyrénées-Atlantiques

Députés élus des Pyrénées-Atlantiques par circonscription

Les Pyrénées-Atlantiques envoient une délégation parlementaire paritaire en deux points, de façon inédite dans les deux cas : trois femmes sont élues ou réélues : à droite, l'ancienne ministre des Sports et maire de Saint-Jean-de-Luz, Michèle Alliot-Marie obtient un quatrième mandat tandis qu'à gauche, ce sont deux femmes socialistes qui permettent au PS d'obtenir la moitié des circonscriptions : Martine Lignières-Cassou à Pau et Nicole Péry qui fait chuter le ministre sortant du Budget, Alain Lamassoure. Sinon, la gauche et la droite font jeu égal avec la réélection de figures locales : François Bayrou, ministre sortant UDF de l'Éducation nationale, qui a bien failli perdre son siège à Pau-Nay, André Labarrère, maire de Pau, qui obtient l'élection la plus large du département pour le PS et Michel Inchauspé, qui tout comme M. Labarrère est élu depuis 1967.
| Circonscription | Député sortant                                | Parti | Parti | Député élu ou réélu      | Parti | Parti    |
| --------------- | --------------------------------------------- | ----- | ----- | ------------------------ | ----- | -------- |
| 1re             | Jean Gougy                                    |       | RPR   | Martine Lignières-Cassou |       | PS       |
| 2e              | Pierre Laguilhon suppléant de François Bayrou |       | RPR   | François Bayrou          |       | UDF (FD) |
| 3e              | André Labarrère                               |       | PS    | André Labarrère          |       | PS       |
| 4e              | Michel Inchauspé                              |       | RPR   | Michel Inchauspé         |       | RPR      |
| 5e              | Jean Grenet suppléant de Alain Lamassoure     |       | RPR   | Nicole Péry              |       | PS       |
| 6e              | Michèle Alliot-Marie                          |       | RPR   | Michèle Alliot-Marie     |       | RPR      |

## Hautes-Pyrénées

Députés élus des Hautes-Pyrénées par circonscription

Les Hautes-Pyrénées ont choisi la stabilité en reconduisant leurs trois députés. La "vague rose" à l'échelle nationale n'a pas assez d'effet pour permettre à Claude Gaits de retrouver le siège qu'il avait perdu en 1993. Il est donc à nouveau battu par le maire de Lourdes et ministre sortant de la Culture, Philippe Douste-Blazy, qui gagne même 1,5 point par rapport à 1993. Pierre Forgues et Jean Glavany sont donc sinon réélus avec des scores confortables.
| Circonscription | Député sortant                                         | Parti | Parti | Député élu ou réélu   | Parti | Parti    |
| --------------- | ------------------------------------------------------ | ----- | ----- | --------------------- | ----- | -------- |
| 1re             | Pierre Forgues                                         |       | PS    | Pierre Forgues        |       | PS       |
| 2e              | Jean-François Calvo suppléant de Philippe Douste-Blazy |       | RPR   | Philippe Douste-Blazy |       | UDF (FD) |
| 3e              | Jean Glavany                                           |       | PS    | Jean Glavany          |       | PS       |

## Pyrénées-Orientales

Députés élus des Pyrénées-Orientales par circonscription

La vague rose submerge les Pyrénées-Orientales avec un grand chelem pour la gauche. Le PCF obtient un député après 11 ans d'absence dans le département avec l'élection de Jean Vila, maire de Cabestany, qui fait ainsi chuter Claude Barate, élu depuis 1986. Le PS l'emporte sinon avec la réélection du député-maire de Céret, Henri Sicre, la reconquête du secteur de Perpignan-Canet grâce à Jean Codognès qui l'emporte au terme d'une triangulaire face au député-maire RPR sortant de Rivesaltes, André Bascou, et au FN, et Christian Bourquin, maire de Millas, qui sanctionne François Calvet, député-maire UDF sortant du Soler.
| Circonscription | Député sortant  | Parti | Parti    | Député élu ou réélu | Parti | Parti |
| --------------- | --------------- | ----- | -------- | ------------------- | ----- | ----- |
| 1re             | Claude Barate   |       | RPR      | Jean Vila           |       | PCF   |
| 2e              | André Bascou    |       | RPR      | Jean Codognès       |       | PS    |
| 3e              | François Calvet |       | UDF (PR) | Christian Bourquin  |       | PS    |
| 4e              | Henri Sicre     |       | PS       | Henri Sicre         |       | PS    |

## Bas-Rhin

Députés élus du Bas-Rhin par circonscription

La victoire de la gauche à l'échelle nationale ne se ressent véritablement, dans un département ancré à droite, qu'à Strasbourg où la maire de la ville Catherine Trautmann emporte une victoire historique puisque le siège qu’elle conquiert était à droite depuis 1944. Les deux autres sièges de la préfecture (ré)élisent des députés de droite avec la défaite de l'adjoint à Mme Trautmann, M. Petitdemange face au député sortant, mais aussi, à cause de la répartition trop équitable des voix de gauche entre le député sortant de centre-gauche, Alfred Muller, et le candidat socialiste, l'élection surprenante d'André Schneider, maire RPR de Hœnheim. Sur le reste du département, la gauche ne peut se qualifier que dans une circonscription sur 6, (celle de Sélestat) où le sortant Germain Gengenwin est facilement réélu en triangulaire. La droite, et notamment l'UDF, confirme son emprise sur les cinq autres circonscriptions en écrasant le FN au second tour qui s'impose malgré tout comme deuxième force politique départementale sans jamais dépasser le tiers des voix au second tour.
| Circonscription | Député sortant    | Parti | Parti     | Député élu ou réélu | Parti | Parti     |
| --------------- | ----------------- | ----- | --------- | ------------------- | ----- | --------- |
| 1re             | Harry Lapp        |       | UDF (FD)  | Catherine Trautmann |       | PS        |
| 2e              | Marc Reymann      |       | UDF (FD)  | Marc Reymann        |       | UDF (FD)  |
| 3e              | Alfred Muller     |       | MDR       | André Schneider     |       | RPR       |
| 4e              | Yves Bur          |       | UDF (FD)  | Yves Bur            |       | UDF (FD)  |
| 5e              | Germain Gengenwin |       | UDF (FD)  | Germain Gengenwin   |       | UDF (FD)  |
| 6e              | Alain Ferry       |       | MDR       | Alain Ferry         |       | MDR       |
| 7e              | Adrien Zeller     |       | UDF (FD)  | Adrien Zeller       |       | UDF (FD)  |
| 8e              | François Loos     |       | UDF (Rad) | François Loos       |       | UDF (Rad) |
| 9e              | Bernard Schreiner |       | RPR       | Bernard Schreiner   |       | RPR       |

## Haut-Rhin

Députés élus du Haut-Rhin par circonscription

La vague rose nationale permet au PS de retrouver les sièges perdus en 1993 : Jean-Marie Bockel, maire de Mulhouse, et Jean-Pierre Baeumler, maire de Thann, prennent donc leur revanche sur leurs prédécesseurs au cours de triangulaires. C'est également au cours d'une triangulaire que Jo Spiegel, maire PS de Kingersheim, a bien failli battre le président du conseil général, Jean-Jacques Weber, qui est malgré tout réélu pour un troisième mandat. Le RPR dirige sinon le reste du département en réélisant ses trois députés, Gilbert Meyer à Colmar, Jean-Luc Reitzer à Altkirch et Jean Ueberschlag à Huningue (ce dernier affronte le FN seul au second tour) et en soutenant le DVD Marc Dumoulin qui défait ainsi, de façon assez surprenante, Jean-Paul Fuchs, élu depuis 1978 à Ribeauvillé.
| Circonscription | Député sortant     | Parti | Parti     | Député élu ou réélu  | Parti | Parti         |
| --------------- | ------------------ | ----- | --------- | -------------------- | ----- | ------------- |
| 1re             | Gilbert Meyer      |       | RPR       | Gilbert Meyer        |       | RPR           |
| 2e              | Jean-Paul Fuchs    |       | UDF (CDS) | Marc Dumoulin        |       | Divers droite |
| 3e              | Jean-Luc Reitzer   |       | RPR       | Jean-Luc Reitzer     |       | RPR           |
| 4e              | Jean Ueberschlag   |       | RPR       | Jean Ueberschlag     |       | RPR           |
| 5e              | Joseph Klifa       |       | UDF (FD)  | Jean-Marie Bockel    |       | PS            |
| 6e              | Jean-Jacques Weber |       | UDF (CDS) | Jean-Jacques Weber   |       | UDF (CDS)     |
| 7e              | Michel Habig       |       | RPR       | Jean-Pierre Baeumler |       | PS            |

## Rhône

Députés élus du Rhône par circonscription

| Circonscription | Député sortant           | Parti | Parti         | Député élu ou réélu      | Parti | Parti    |
| --------------- | ------------------------ | ----- | ------------- | ------------------------ | ----- | -------- |
| 1e              | Bernadette Isaac-Sibille |       | UDF (FD)      | Bernadette Isaac-Sibille |       | UDF (FD) |
| 2e              | Michel Noir              |       | Divers droite | Henry Chabert            |       | RPR      |
| 3e              | Jean-Michel Dubernard    |       | Divers droite | Jean-Michel Dubernard    |       | RPR      |
| 4e              | Raymond Barre            |       | app. UDF      | Raymond Barre            |       | app. UDF |
| 5e              | Jean Rigaud              |       | UDF (AD)      | Jean Rigaud              |       | UDF (AD) |
| 6e              | Marc Fraysse             |       | RPR           | Jean-Paul Bret           |       | PS       |
| 7e              | Jean-Pierre Calvel       |       | UDF (Rad)     | Jean-Jack Queyranne      |       | PS       |
| 8e              | Maurice Depaix           |       | PS            | Robert Lamy              |       | RPR      |
| 9e              | Francisque Perrut        |       | UDF (PR)      | Bernard Perrut           |       | UDF (PR) |
| 10e             | Jean Besson              |       | RPR           | Jean Besson              |       | RPR      |
| 11e             | Jean-Claude Bahu         |       | RPR           | Gabriel Montcharmont     |       | PS       |
| 12e             | Michel Terrot            |       | RPR           | Michel Terrot            |       | RPR      |
| 13e             | Martine David            |       | PS            | Martine David            |       | PS       |
| 14e             | André Gerin              |       | PCF           | André Gerin              |       | PCF      |

## Haute-Saône

Députés élus de la Haute-Saône par circonscription

| Circonscription | Député sortant     | Parti | Parti | Député élu ou réélu | Parti | Parti   |
| --------------- | ------------------ | ----- | ----- | ------------------- | ----- | ------- |
| 1re             | Christian Bergelin |       | RPR   | Christian Bergelin  |       | RPR     |
| 2e              | Jean-Pierre Michel |       | MDC   | Jean-Pierre Michel  |       | MDC     |
| 3e              | Philippe Legras    |       | RPR   | Jean-Paul Mariot    |       | app. PS |

## Saône-et-Loire

Députés élus de Saône-et-Loire par circonscription

| Circonscription | Député sortant                              | Parti | Parti    | Député élu ou réélu | Parti | Parti    |
| --------------- | ------------------------------------------- | ----- | -------- | ------------------- | ----- | -------- |
| 1re             | Gérard Voisin                               |       | UDF (PR) | Gérard Voisin       |       | UDF (PR) |
| 2e              | Jean-Marc Nesme                             |       | UDF (AD) | Jacques Rebillard   |       | PRS      |
| 3e              | Jean-Paul Anciaux                           |       | RPR      | André Billardon     |       | PS       |
| 4e              | Didier Mathus                               |       | PS       | Didier Mathus       |       | PS       |
| 5e              | André Gentien suppléant de Dominique Perben |       | RPR      | Dominique Perben    |       | RPR      |
| 6e              | René Beaumont                               |       | UDF (PR) | Arnaud Montebourg   |       | PS       |

## Sarthe

Députés élus de la Sarthe par circonscription

| Circonscription | Député sortant                               | Parti | Parti    | Député élu ou réélu | Parti | Parti    |
| --------------- | -------------------------------------------- | ----- | -------- | ------------------- | ----- | -------- |
| 1re             | Pierre Hellier                               |       | UDF (PR) | Pierre Hellier      |       | UDF (PR) |
| 2e              | Jean-Marie Geveaux                           |       | RPR      | Raymond Douyère     |       | PS       |
| 3e              | Antoine Joly                                 |       | RPR      | Guy-Michel Chauveau |       | PS       |
| 4e              | Pierre Lefebvre suppléant de François Fillon |       | RPR      | François Fillon     |       | RPR      |
| 5e              | Pierre Gascher                               |       | RPR      | Jean-Claude Boulard |       | PS       |

## Savoie

Députés élus de la Savoie par circonscription

| Circonscription | Député sortant                              | Parti | Parti    | Député élu ou réélu | Parti | Parti    |
| --------------- | ------------------------------------------- | ----- | -------- | ------------------- | ----- | -------- |
| 1re             | Gratien Ferrari                             |       | UDF (PR) | Dominique Dord      |       | UDF (PR) |
| 2e              | Auguste Picollet suppléant de Hervé Gaymard |       | RPR      | Hervé Gaymard       |       | RPR      |
| 3e              | Michel Bouvard                              |       | RPR      | Michel Bouvard      |       | RPR      |

## Haute-Savoie

Députés élus de la Haute-Savoie par circonscription

| Circonscription | Député sortant  | Parti | Parti    | Député élu ou réélu | Parti | Parti    |
| --------------- | --------------- | ----- | -------- | ------------------- | ----- | -------- |
| 1re             | Bernard Accoyer |       | RPR      | Bernard Accoyer     |       | RPR      |
| 2e              | Bernard Bosson  |       | UDF (FD) | Bernard Bosson      |       | UDF (FD) |
| 3e              | Michel Meylan   |       | UDF (PR) | Michel Meylan       |       | UDF (AD) |
| 4e              | Claude Birraux  |       | UDF (FD) | Claude Birraux      |       | UDF (FD) |
| 5e              | Pierre Mazeaud  |       | RPR      | Pierre Mazeaud      |       | RPR      |

## Paris

Députés élus de Paris par circonscription

| Circonscription                                 | Député sortant                                   | Parti | Parti     | Député élu ou réélu        | Parti | Parti    |
| ----------------------------------------------- | ------------------------------------------------ | ----- | --------- | -------------------------- | ----- | -------- |
| 1re                                             | Laurent Dominati                                 |       | UDF (PR)  | Laurent Dominati           |       | UDF (PR) |
| 2e                                              | Jean Tiberi                                      |       | RPR       | Jean Tiberi                |       | RPR      |
| 3e                                              | Martine Aurillac                                 |       | RPR       | Martine Aurillac           |       | RPR      |
| 4e                                              | Gabriel Kaspereit                                |       | RPR       | Pierre Lellouche           |       | RPR      |
| 5e                                              | Claude-Gérard Marcus                             |       | RPR       | Tony Dreyfus               |       | PS       |
| 6e                                              | Georges Sarre                                    |       | MDC       | Georges Sarre              |       | MDC      |
| 7e                                              | Alain Devaquet*                                  |       | RPR       | Patrick Bloche             |       | PS       |
| 8e                                              | Jean de Gaulle                                   |       | RPR       | Jean de Gaulle             |       | RPR      |
| 9e                                              | Patrick Trémège* suppléant de Anne-Marie Couderc |       | UDF (PSD) | Jean-Marie Le Guen         |       | PS       |
| 10e                                             | Lionel Assouad* suppléant de Jacques Toubon      |       | RPR       | Serge Blisko               |       | PS       |
| 11e                                             | Nicole Catala                                    |       | RPR       | Nicole Catala              |       | RPR      |
| 12e                                             | Édouard Balladur                                 |       | RPR       | Édouard Balladur           |       | RPR      |
| 13e                                             | René Galy-Dejean                                 |       | RPR       | René Galy-Dejean           |       | RPR      |
| 14e                                             | Georges Mesmin                                   |       | UDF (AD)  | Claude Goasguen            |       | UDF (FD) |
| 15e                                             | Gilbert Gantier                                  |       | UDF (PR)  | Gilbert Gantier            |       | UDF (PR) |
| 16e                                             | Pierre Rémond* suppléant de Bernard Pons         |       | RPR       | Bernard Pons               |       | RPR      |
| 17e                                             | Roland Coche* suppléant de Françoise de Panafieu |       | RPR       | Françoise de Panafieu      |       | RPR      |
| 18e                                             | Yves Verwaerde* suppléant d'Alain Juppé          |       | RPR       | Christophe Caresche        |       | PS       |
| 19e                                             | Daniel Vaillant                                  |       | PS        | Daniel Vaillant            |       | PS       |
| 20e                                             | Jacques Féron*                                   |       | RPR       | Jean-Christophe Cambadélis |       | PS       |
| 21e                                             | Didier Bariani                                   |       | UDF (Rad) | Véronique Carrion-Bastok   |       | PS       |
| * député sortant ne se représentant pas en 1997 |                                                  |       |           |                            |       |          |

## Seine-Maritime

Députés élus de la Seine-Maritime par circonscription

| Circonscription                                 | Député sortant                              | Parti | Parti      | Député élu ou réélu | Parti | Parti      |
| ----------------------------------------------- | ------------------------------------------- | ----- | ---------- | ------------------- | ----- | ---------- |
| 1re                                             | Patrick Herr suppléant de Jeanine Bonvoisin |       | UDF (FD)   | Patrick Herr        |       | UDF (FD)   |
| 2e                                              | Pierre Albertini                            |       | UDF (PPDF) | Pierre Albertini    |       | UDF (PPDF) |
| 3e                                              | Michel Grandpierre                          |       | PCF        | Pierre Bourguignon  |       | PS         |
| 4e                                              | Laurent Fabius                              |       | PS         | Laurent Fabius      |       | PS         |
| 5e                                              | Jean-Claude Bateux                          |       | PS         | Jean-Claude Bateux  |       | PS         |
| 6e                                              | Denis Merville                              |       | RPR        | Paul Dhaille        |       | PS         |
| 7e                                              | Jean-Yves Besselat                          |       | RPR        | Jean-Yves Besselat  |       | RPR        |
| 8e                                              | André Duroméa*                              |       | PCF        | Daniel Paul         |       | PCF        |
| 9e                                              | Frédérique Bredin                           |       | PS         | Frédérique Bredin   |       | PS         |
| 10e                                             | Alfred Trassy-Paillogues                    |       | RPR        | Gérard Fuchs        |       | PS         |
| 11e                                             | Édouard Leveau                              |       | RPR        | Christian Cuvilliez |       | PCF        |
| 12e                                             | Alain Le Vern                               |       | PS         | Alain Le Vern       |       | PS         |
| * député sortant ne se représentant pas en 1997 |                                             |       |            |                     |       |            |

## Seine-et-Marne

Députés élus de Seine-et-Marne par circonscription

| Circonscription                                 | Député sortant                           | Parti | Parti    | Député élu ou réélu | Parti | Parti |
| ----------------------------------------------- | ---------------------------------------- | ----- | -------- | ------------------- | ----- | ----- |
| 1re                                             | Jean-Claude Mignon                       |       | RPR      | Jean-Claude Mignon  |       | RPR   |
| 2e                                              | Didier Julia                             |       | RPR      | Didier Julia        |       | RPR   |
| 3e                                              | Pierre Carassus                          |       | MDC      | Pierre Carassus     |       | MDC   |
| 4e                                              | Christian Jacob                          |       | RPR      | Christian Jacob     |       | RPR   |
| 5e                                              | Jean-François Copé suppléant de Guy Drut |       | RPR      | Guy Drut            |       | RPR   |
| 6e                                              | Pierre Quillet*                          |       | RPR      | Nicole Bricq        |       | PS    |
| 7e                                              | Charles Cova                             |       | RPR      | Charles Cova        |       | RPR   |
| 8e                                              | Gérard Jeffray                           |       | UDF (PR) | Daniel Vachez       |       | PS    |
| 9e                                              | Jean-Pierre Cognat                       |       | RPR      | Jacques Heuclin     |       | PS    |
| * député sortant ne se représentant pas en 1997 |                                          |       |          |                     |       |       |

## Yvelines

Députés élus des Yvelines par circonscription

| Circonscription | Député sortant                            | Parti | Parti      | Député élu ou réélu      | Parti | Parti      |
| --------------- | ----------------------------------------- | ----- | ---------- | ------------------------ | ----- | ---------- |
| 1re             | Étienne Pinte                             |       | RPR        | Étienne Pinte            |       | RPR        |
| 2e              | André Damien* suppléant de Franck Borotra |       | UDF (PR)   | Franck Borotra           |       | RPR        |
| 3e              | Paul-Louis Tenaillon*                     |       | UDF (FD)   | Anne-Marie Idrac         |       | UDF (FD)   |
| 4e              | Pierre Lequiller                          |       | UDF (PPDF) | Pierre Lequiller         |       | UDF (PPDF) |
| 5e              | Jacques Myard                             |       | RPR        | Jacques Myard            |       | RPR        |
| 6e              | Michel Péricard                           |       | RPR        | Michel Péricard          |       | RPR        |
| 7e              | Pierre Cardo                              |       | UDF (PR)   | Pierre Cardo             |       | UDF (PR)   |
| 8e              | Pierre Bédier                             |       | RPR        | Annette Peulvast-Bergeal |       | PS         |
| 9e              | Henri Cuq                                 |       | RPR        | Henri Cuq                |       | RPR        |
| 10e             | Christine Boutin                          |       | UDF (FD)   | Christine Boutin         |       | UDF (FD)   |
| 11e             | Jean-Michel Fourgous                      |       | RPR        | Catherine Tasca          |       | PS         |
| 12e             | Jacques Masdeu-Arus                       |       | RPR        | Jacques Masdeu-Arus      |       | RPR        |

## Deux-Sèvres

Députés élus des Deux-Sèvres par circonscription

| Circonscription                | Député sortant      | Parti    | Parti            | Député élu ou réélu       | Parti | Parti |
| ------------------------------ | ------------------- | -------- | ---------------- | ------------------------- | --- | ----- |
| 1re                            | Jacques Brossard    |          | UDF (PPDF)       | Geneviève Perrin-Gaillard | | PS    |
| 2e                             | Ségolène Royal      |          | PS               | Ségolène Royal            | | PS    |
| 3e                             | Jean-Marie Morisset |          | UDF (FD)         | Jean-Marie Morisset       | Node-count limit exceeded{{Node-count limit exceeded}} {{Node-count limit exceeded\|nom\|\|{{Node-count limit exceeded}}}}{{Node-count limit exceeded\|gauche\|style="text-align:left"{{Node-count limit exceeded}}\|{{Node-count limit exceeded\|gauche\|style="text-align:left"{{Node-count limit exceeded}}}}}}{{Node-count limit exceeded\|long\|{{Node-count limit exceeded\|parti=}}\|{{Node-count limit exceeded\|long\|{{Node-count limit exceeded\|parti=}}\|{{Node-count limit exceeded\|parti=}}}}}}{{Node-count limit exceeded\| puis {{Node-count limit exceeded\|parti=}}}} |       |
| 4{{Node-count limit exceeded}} | Dominique Paillé    | UDF-AD}} | Dominique Paillé | UDF-AD}}                  | |       |

## Somme

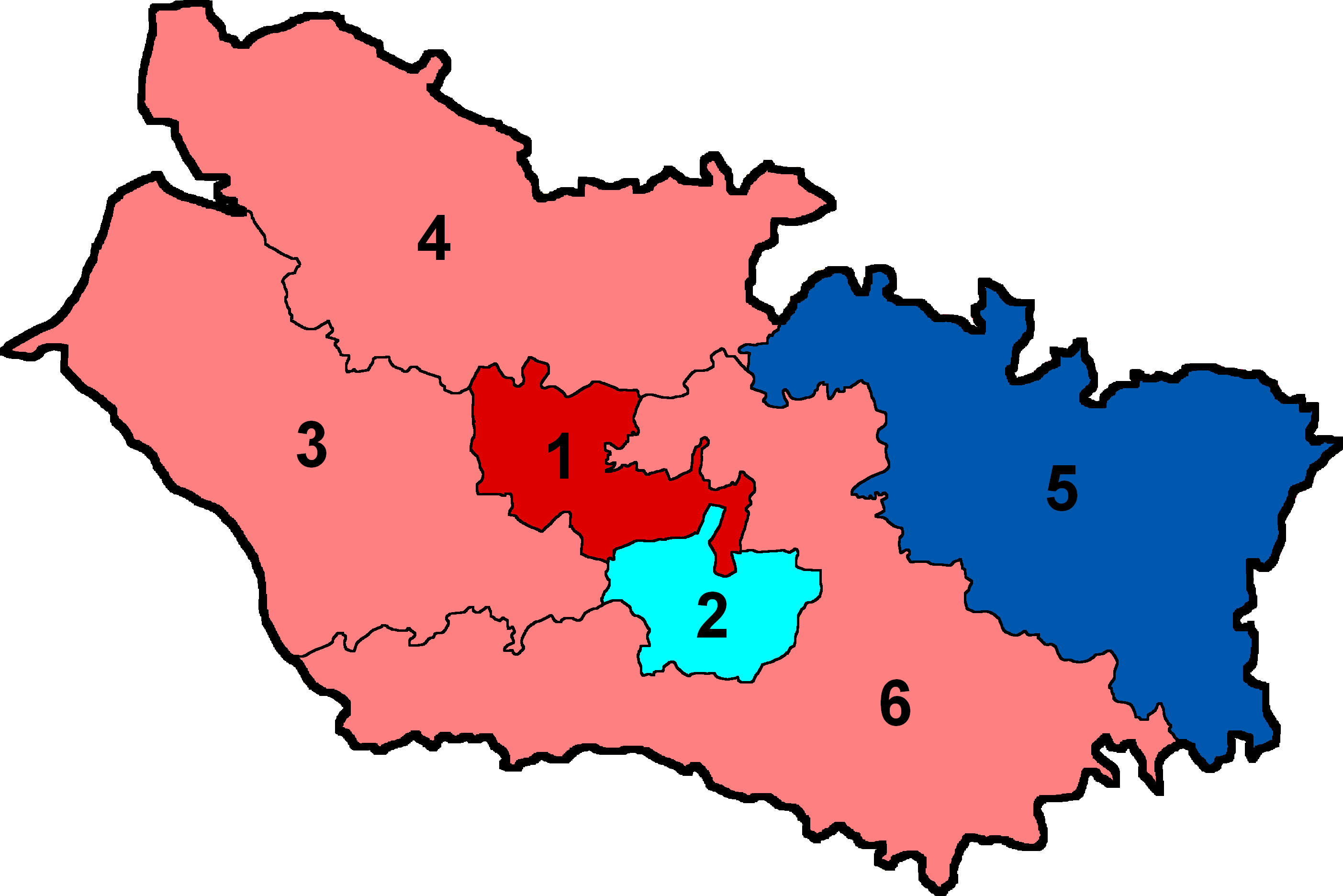
Députés élus de la Somme par circonscription

Node-count limit exceeded
Node-count limit exceeded

## Tarn

Députés élus du Tarn par circonscription

Node-count limit exceeded
Node-count limit exceeded

## Tarn-et-Garonne

Députés élus de Tarn-et-Garonne par circonscription

Node-count limit exceeded
Node-count limit exceeded

## Var

Députés élus du Var par circonscription

Node-count limit exceeded
Node-count limit exceeded

## Vaucluse

Députés élus de Vaucluse par circonscription

Node-count limit exceeded
Node-count limit exceeded

## Vendée

Députés élus de la Vendée par circonscription

Node-count limit exceeded
Node-count limit exceeded

## Vienne

Députés élus de la Vienne par circonscription

Node-count limit exceeded
Node-count limit exceeded

## Haute-Vienne
Node-count limit exceeded

Députés élus de la Haute-Vienne par circonscription

Dans un département habituellement ancré à gauche, la vague rose profite aux candidats socialistes, qui l'emportent nettement dans les Node-count limit exceeded, Node-count limit exceeded et Node-count limit exceeded circonscriptions sur les sortants de droite, retrouvant la situation antérieure au scrutin de 1993. Ces élus inaugurent leur premier mandat de député, tandis que le sortant et maire de Limoges Alain Rodet entame très confortablement un cinquième mandat dans la Node-count limit exceeded circonscription.
Node-count limit exceeded

## Vosges

Députés élus des Vosges par circonscription

Node-count limit exceeded
Node-count limit exceeded

## Yonne

Députés élus de l'Yonne par circonscription

Node-count limit exceeded
Node-count limit exceeded

## Territoire de Belfort

Députés élus du Territoire de Belfort par circonscription

Node-count limit exceeded
Node-count limit exceeded

## Essonne

Députés élus de l'Essonne par circonscription

Node-count limit exceeded
Node-count limit exceeded

## Hauts-de-Seine

Députés élus des Hauts-de-Seine par circonscription

Node-count limit exceeded
Node-count limit exceeded

## Seine-Saint-Denis

Députés élus de la Seine-Saint-Denis par circonscription

Node-count limit exceeded
Node-count limit exceeded

## Val-de-Marne

Députés élus du Val-de-Marne par circonscription

Node-count limit exceeded
Node-count limit exceeded

## Val-d'Oise

Députés élus du Val-d'Oise par circonscription

Node-count limit exceeded
Node-count limit exceeded

## Guadeloupe
Trois députés sortants sur quatre, quelles que soient leurs appartenances politiques, ont été reconduits. Le seul battu est le socialiste Patrice Tirolien dans la Node-count limit exceeded, éliminé dès le premier tour en raison notamment de la candidature dissidente du jeune conseiller régional Éric Jalton. C'est le maire des Abymes Daniel Marsin, membre du mouvement divers gauche Guadeloupe unie, socialisme et réalités (GUSR), qui remporte le siège de député au second tour.

Députés élus de la Guadeloupe par circonscription

Node-count limit exceeded
Node-count limit exceeded

## Martinique
Pour la première fois de son histoire, le Mouvement indépendantiste martiniquais (MIM) obtient un siège de député, dans la Node-count limit exceeded, son président fondateur Alfred Marie-Jeanne, maire de Rivière-Pilote, battant très largement le sortant du RPR André Lesueur. Les autres sortants sont reconduits.

Députés élus de la Martinique par circonscription

Node-count limit exceeded
Node-count limit exceeded

## Guyane
Les électeurs guyanais ont choisi la stabilité en reconduisant leurs deux députés sortants.

Députés élus de la Guyane par circonscription

Node-count limit exceeded
Node-count limit exceeded

## La Réunion
La droite réunionnaise, divisée, connaît une importante défaite, en ne conservant qu'une seule des trois circonscriptions qu'elle détenait jusque-là, la 3Node-count limit exceeded du maire divers droite du Tampon André Thien Ah Koon. Le communiste Élie Hoarau reconquiert la Node-count limit exceeded au RPR André-Maurice Pihouée dès le premier tour, tandis que son homonyme et camarade de parti Claude Hoarau, qui a changé de circonscription (député sortant de la 2Node-count limit exceeded, il se présente désormais dans la 5Node-count limit exceeded), bat le député-maire UDF-FD de Saint-André Jean-Paul Virapoullé. Huguette Bello, également du PCR, récupère le siège de Claude Hoarau et devient la première femme députée de La Réunion.

Députés élus de La Réunion par circonscription

Node-count limit exceeded
Node-count limit exceeded

## Saint-Pierre-et-Miquelon
Le scrutin à Saint-Pierre-et-Miquelon se résume par une nouvelle victoire pour le député UDF-FD sortant Gérard Grignon. À gauche, deux candidats se disputaient les suffrages, tous deux d'anciens députés (et d'anciens sénateurs également) : le maire socialiste de Saint-Pierre Albert Pen et l'ancien président DVG du conseil général Marc Plantegenest. Albert Pen devance de peu Marc Plantegenest, mais décide pourtant de se désister en sa faveur pour le second tour (tout en devenant son suppléant).

Députés élus de Saint-Pierre-et-Miquelon par circonscription

Node-count limit exceeded
Node-count limit exceeded

## Mayotte
Le siège de Mayotte échoit une nouvelle fois au centriste Henry Jean-Baptiste, qui doit toutefois concéder un deuxième tour au même adversaire qu'en 1993, le maire RPR de Sada et vice-président du conseil général Mansour Kamardine.

Députés élus de Mayotte par circonscription

Node-count limit exceeded
Node-count limit exceeded

## Wallis-et-Futuna
Le scrutin législatif de 1997 est très disputé à Wallis-et-Futuna. Victor Brial, fils de l'ancien député RPR battu en 1988 Benjamin Brial, l'emporte de peu sur le sortant radical socialiste Kamilo Gata, avec 169 voix d'avance au second tour.

Députés élus de Wallis-et-Futuna par circonscription

Node-count limit exceeded
Node-count limit exceeded

## Nouvelle-Calédonie
Principale figure anti-indépendantiste, député depuis 1978, dirigeant fondateur du Rassemblement pour la Calédonie dans la République (RPCR, représentation locale du RPR) et président de la Province Sud, Jacques Lafleur est une nouvelle fois très largement réélu au premier tour dans la Node-count limit exceeded. Dans la Node-count limit exceeded, le maire RPCR du Mont-Dore et président du Congrès du Territoire Pierre Frogier, qui a succédé un an auparavant au précédent député Maurice Nénou à la suite de son décès, obtient une majorité absolue en nombre de suffrages exprimés au premier tour mais l'abstention est telle qu'il est néanmoins mis en ballotage par l'homme d'affaires divers droite Philippe Pentecost. De leurs côtés, les indépendantistes ont boycotté ces élections.

Députés élus de la Nouvelle-Calédonie par circonscription

Node-count limit exceeded
Node-count limit exceeded

## Polynésie française
Les deux principaux partis autonomistes, le Tahoeraa huiraatira (affilié au RPR) du président de la Polynésie française Gaston Flosse et l’Ai'a Api du maire de Mahina Émile Vernaudon, traditionnellement rivaux, décident de faire front commun aux indépendantistes du Tavini Huiraatira du maire de Faaa Oscar Temaru. Gaston Flosse décide ainsi de ne pas briguer un nouveau mandat dans la Node-count limit exceeded au profit d'Émile Vernaudon, tandis que le maire de Papeete Michel Buillard, membre du Tahoeraa, est investi dans la première où le sortant (et autre traditionnel rival autonomiste de Gaston Flosse) Jean Juventin s'est retiré. Ils obtiennent tous deux la victoire dès le premier tour.

Députés élus de la Polynésie française par circonscription

Node-count limit exceeded
Node-count limit exceeded